# Macedonia (provincia romana)
La Macedonia fu una provincia romana istituita nel 148 a.C. dopo l'annessione del regno di Macedonia, ridotto in precedenza a quattro semplici repubbliche (167 a.C.), dopo la battaglia di Pidna.

## Statuto
La nuova provincia venne creata nel 148/146 a.C. e comprendeva le quattro precedenti repubbliche, ora semplici circoscrizioni provinciali: a nord comprendeva parte dell'attuale Albania e la zona di Stobi, estendendosi fino alla Tracia, mentre a sud si estendeva fino al Monte Olimpo, inglobando Epiro e Tessaglia, a cui vennero aggiunti i territori della Grecia centrale e meridionale. La provincia venne governata da un proconsole. Nella nuova provincia romana, Tessalonica fu soggetta a tributo (civitas Tributaria), divenendo molto probabilmente la sede delle autorità romane provinciali.
Nel 126 a.C., la riorganizzazione dell'area greca vide i territori del Chersoneso Tracico e dell'isola di Egina aggregati alla provincia di Macedonia
Ottaviano Augusto, nel 27 a.C., trasformò la Grecia nella provincia romana di Acaia, sulla base del progetto del padre adottivo, Gaio Giulio Cesare, e lo stesso accade per l'Illirico. La provincia di Macedonia venne ascritta tra quelle senatorie ed ebbe un governatore di rango pretorio. Nel 45 d.C. i territori ad est delle foci del fiume Nestos, andarono a far parte della nuova provincia di Tracia. La Tessaglia, che dal 27 a.C. era andata a far parte della nuova provincia di Acaia, dal 67 tornò ad essere inglobata nella provincia di Macedonia.
Nel solo periodo 15-44, l'Acaia tornò ad essere unita a Mesia e Macedonia come provincia imperiale, mentre solo intorno agli anni 103-114 d.C. l'Epiro venne scorporato dalla Macedonia e divenne provincia autonoma grazie all'imperatore Traiano.

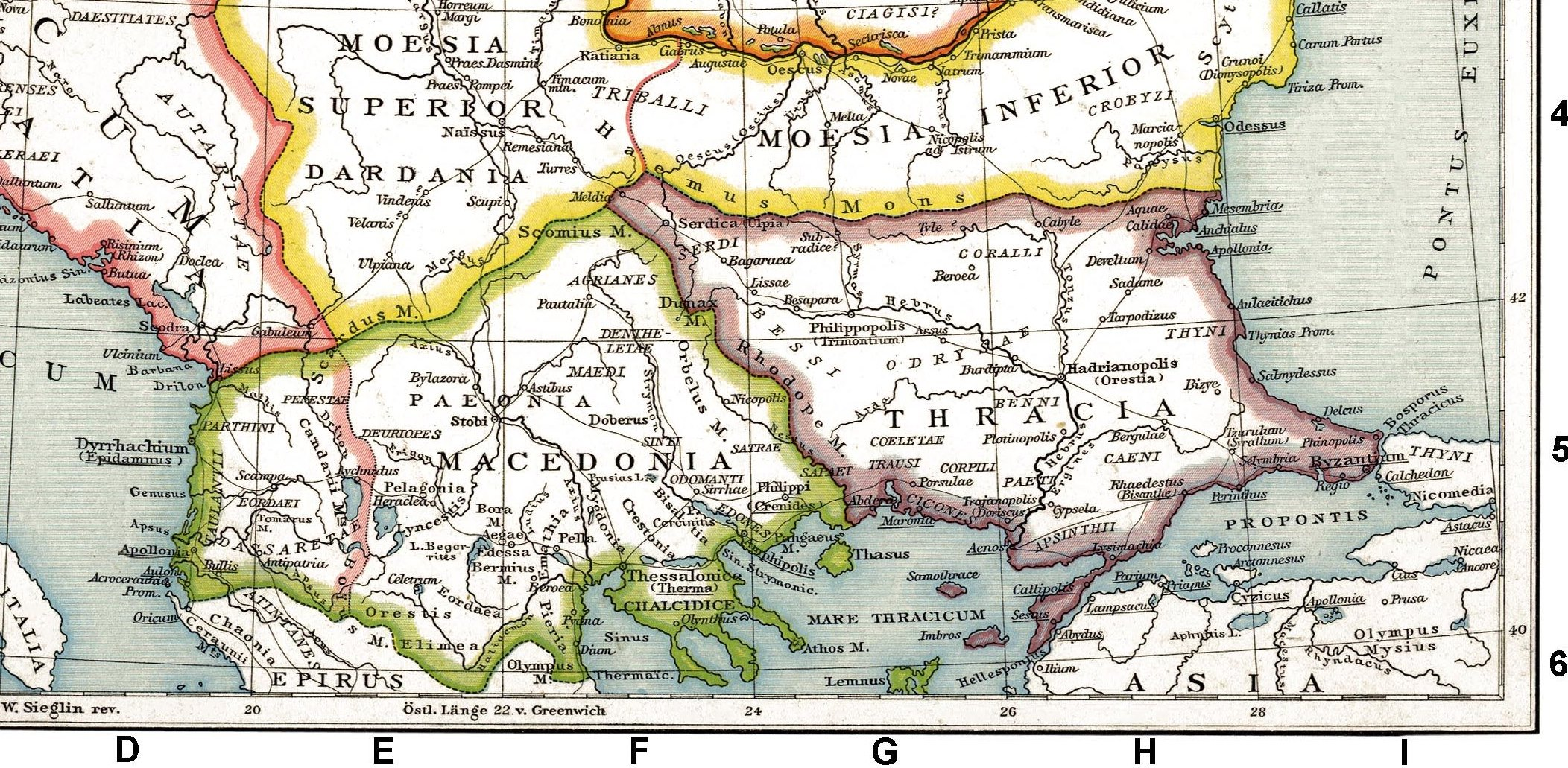
La provincia romana di Macedonia (in verde) al tempo dell'imperatore Traiano.

Con la riforma tetrarchica di Diocleziano del 293, l'intera area che aveva costituito la provincia imperiale di Macedonia-Mesia e Acaia (dal 15 al 44 d.C.) venne divisa numerose province: Moesia I, Praevalitana, Dardania, Dacia mediterranea, Dacia ripensis, Nuovo Epiro, Epiro vecchio, Macedonia, Tessaglia e Acaia.
Alla morte di Costantino I, la diocesi di Macedonia faceva parte della Prefettura del pretorio d'Italia, insieme alle diocesi d'Africa, Italia, Pannonia e Dacia. Nel 356 la Prefettura d'Italia venne ridotta territorialmente a seguito dell'istituzione della nuova Prefettura del pretorio dell'Illirico, che inglobò le diocesi di Pannonia, Dacia e Macedonia; tuttavia la nuova prefettura venne abolita già nel 361 da Giuliano e quindi ripristinata da Graziano nel 375.
Al tempo di Teodosio I, tra il 380 ed il 386, la Macedonia venne divisa in Macedonia I e Macedonia II Salutaris. Il territorio della Prefettura del pretorio dell'Illirico fu oggetto di disputa tra le due metà dell'impero fino alla sua spartizione, nel 395, alla morte di Teodosio.
| EVOLUZIONE DELLE PROVINCE MACEDONICHE E GRECHE | EVOLUZIONE DELLE PROVINCE MACEDONICHE E GRECHE      | EVOLUZIONE DELLE PROVINCE MACEDONICHE E GRECHE      | EVOLUZIONE DELLE PROVINCE MACEDONICHE E GRECHE      | EVOLUZIONE DELLE PROVINCE MACEDONICHE E GRECHE      | EVOLUZIONE DELLE PROVINCE MACEDONICHE E GRECHE      | EVOLUZIONE DELLE PROVINCE MACEDONICHE E GRECHE      | EVOLUZIONE DELLE PROVINCE MACEDONICHE E GRECHE                 | EVOLUZIONE DELLE PROVINCE MACEDONICHE E GRECHE                 | EVOLUZIONE DELLE PROVINCE MACEDONICHE E GRECHE                 | EVOLUZIONE DELLE PROVINCE MACEDONICHE E GRECHE                 | EVOLUZIONE DELLE PROVINCE MACEDONICHE E GRECHE                 | EVOLUZIONE DELLE PROVINCE MACEDONICHE E GRECHE                 | EVOLUZIONE DELLE PROVINCE MACEDONICHE E GRECHE                 | EVOLUZIONE DELLE PROVINCE MACEDONICHE E GRECHE                 | EVOLUZIONE DELLE PROVINCE MACEDONICHE E GRECHE      | EVOLUZIONE DELLE PROVINCE MACEDONICHE E GRECHE      |
| ---------------------------------------------- | --------------------------------------------------- | --------------------------------------------------- | --------------------------------------------------- | --------------------------------------------------- | --------------------------------------------------- | --------------------------------------------------- | -------------------------------------------------------------- | -------------------------------------------------------------- | -------------------------------------------------------------- | -------------------------------------------------------------- | -------------------------------------------------------------- | -------------------------------------------------------------- | -------------------------------------------------------------- | -------------------------------------------------------------- | --------------------------------------------------- | --------------------------------------------------- |
| prima della conquista romana                   | Mesia (Mesi, Triballi e Dardani)                    | Mesia (Mesi, Triballi e Dardani)                    | Mesia (Mesi, Triballi e Dardani)                    | Mesia (Mesi, Triballi e Dardani)                    | Mesia (Mesi, Triballi e Dardani)                    | Mesia (Mesi, Triballi e Dardani)                    | Regno d'Epiro                                                  | Regno d'Epiro                                                  | Regno d'Epiro                                                  | Regno d'Epiro                                                  | Regno di Macedonia (Antigonidi)                                | Regno di Macedonia (Antigonidi)                                | Regno di Macedonia (Antigonidi)                                | Regno di Macedonia (Antigonidi)                                | Grecia libera                                       | Grecia libera                                       |
| dal 168 a.C.                                   | Mesia (Mesi, Triballi e Dardani)                    | Mesia (Mesi, Triballi e Dardani)                    | Mesia (Mesi, Triballi e Dardani)                    | Mesia (Mesi, Triballi e Dardani)                    | Mesia (Mesi, Triballi e Dardani)                    | Mesia (Mesi, Triballi e Dardani)                    | Quattro repubbliche macedoniche "autonome"                     | Quattro repubbliche macedoniche "autonome"                     | Quattro repubbliche macedoniche "autonome"                     | Quattro repubbliche macedoniche "autonome"                     | Quattro repubbliche macedoniche "autonome"                     | Quattro repubbliche macedoniche "autonome"                     | Quattro repubbliche macedoniche "autonome"                     | Quattro repubbliche macedoniche "autonome"                     | Grecia libera                                       | Grecia libera                                       |
| dal 148/146 a.C.                               | Mesia (Mesi, Triballi e Dardani)                    | Mesia (Mesi, Triballi e Dardani)                    | Mesia (Mesi, Triballi e Dardani)                    | Mesia (Mesi, Triballi e Dardani)                    | Mesia (Mesi, Triballi e Dardani)                    | Mesia (Mesi, Triballi e Dardani)                    | Provincia romana di Macedonia                                  | Provincia romana di Macedonia                                  | Provincia romana di Macedonia                                  | Provincia romana di Macedonia                                  | Provincia romana di Macedonia                                  | Provincia romana di Macedonia                                  | Provincia romana di Macedonia                                  | Provincia romana di Macedonia                                  | Provincia romana di Macedonia                       | Provincia romana di Macedonia                       |
| dal 29 a.C.                                    | Provincia romana di Macedonia                       | Provincia romana di Macedonia                       | Provincia romana di Macedonia                       | Provincia romana di Macedonia                       | Provincia romana di Macedonia                       | Provincia romana di Macedonia                       | Provincia romana di Macedonia                                  | Provincia romana di Macedonia                                  | Provincia romana di Macedonia                                  | Provincia romana di Macedonia                                  | Provincia romana di Macedonia                                  | Provincia romana di Macedonia                                  | Provincia romana di Macedonia                                  | Provincia romana di Macedonia                                  | Provincia romana di Macedonia                       | Provincia romana di Macedonia                       |
| dal 27 a.C.                                    | Provincia romana di Macedonia (provincia senatoria) | Provincia romana di Macedonia (provincia senatoria) | Provincia romana di Macedonia (provincia senatoria) | Provincia romana di Macedonia (provincia senatoria) | Provincia romana di Macedonia (provincia senatoria) | Provincia romana di Macedonia (provincia senatoria) | Provincia romana di Macedonia (provincia senatoria)            | Provincia romana di Macedonia (provincia senatoria)            | Provincia romana di Macedonia (provincia senatoria)            | Provincia romana di Macedonia (provincia senatoria)            | Provincia romana di Macedonia (provincia senatoria)            | Provincia romana di Macedonia (provincia senatoria)            | Provincia romana di Macedonia (provincia senatoria)            | Provincia romana di Acaia (provincia senatoria)                | Provincia romana di Acaia (provincia senatoria)     | Provincia romana di Acaia (provincia senatoria)     |
| dal 6 d.C.                                     | Provincia romana di Mesia (provincia imperiale)     | Provincia romana di Mesia (provincia imperiale)     | Provincia romana di Mesia (provincia imperiale)     | Provincia romana di Mesia (provincia imperiale)     | Provincia romana di Mesia (provincia imperiale)     | Provincia romana di Mesia (provincia imperiale)     | Provincia romana di Macedonia                                  | Provincia romana di Macedonia                                  | Provincia romana di Macedonia                                  | Provincia romana di Macedonia                                  | Provincia romana di Macedonia                                  | Provincia romana di Macedonia                                  | Provincia romana di Macedonia                                  | Provincia romana di Acaia                                      | Provincia romana di Acaia                           | Provincia romana di Acaia                           |
| dal 15 d.C.                                    | Provincia romana di Macedonia (provincia imperiale) | Provincia romana di Macedonia (provincia imperiale) | Provincia romana di Macedonia (provincia imperiale) | Provincia romana di Macedonia (provincia imperiale) | Provincia romana di Macedonia (provincia imperiale) | Provincia romana di Macedonia (provincia imperiale) | Provincia romana di Macedonia (provincia imperiale)            | Provincia romana di Macedonia (provincia imperiale)            | Provincia romana di Macedonia (provincia imperiale)            | Provincia romana di Macedonia (provincia imperiale)            | Provincia romana di Macedonia (provincia imperiale)            | Provincia romana di Macedonia (provincia imperiale)            | Provincia romana di Macedonia (provincia imperiale)            | Provincia romana di Macedonia (provincia imperiale)            | Provincia romana di Macedonia (provincia imperiale) | Provincia romana di Macedonia (provincia imperiale) |
| dal 44 d.C.                                    | Provincia romana di Mesia                           | Provincia romana di Mesia                           | Provincia romana di Mesia                           | Provincia romana di Mesia                           | Provincia romana di Mesia                           | Provincia romana di Mesia                           | Provincia romana di Macedonia (provincia senatoria)            | Provincia romana di Macedonia (provincia senatoria)            | Provincia romana di Macedonia (provincia senatoria)            | Provincia romana di Macedonia (provincia senatoria)            | Provincia romana di Macedonia (provincia senatoria)            | Provincia romana di Macedonia (provincia senatoria)            | Provincia romana di Macedonia (provincia senatoria)            | Provincia romana di Acaia                                      | Provincia romana di Acaia                           | Provincia romana di Acaia                           |
| dal 67 d.C.                                    | Provincia romana di Mesia                           | Provincia romana di Mesia                           | Provincia romana di Mesia                           | Provincia romana di Mesia                           | Provincia romana di Mesia                           | Provincia romana di Mesia                           | Provincia romana di Macedonia (a cui viene unita la Tessaglia) | Provincia romana di Macedonia (a cui viene unita la Tessaglia) | Provincia romana di Macedonia (a cui viene unita la Tessaglia) | Provincia romana di Macedonia (a cui viene unita la Tessaglia) | Provincia romana di Macedonia (a cui viene unita la Tessaglia) | Provincia romana di Macedonia (a cui viene unita la Tessaglia) | Provincia romana di Macedonia (a cui viene unita la Tessaglia) | Provincia romana di Macedonia (a cui viene unita la Tessaglia) | Provincia romana di Acaia                           | Provincia romana di Acaia                           |
| dall'85 d.C.                                   | Provincia romana di Mesia superiore                 | Provincia romana di Mesia superiore                 | Provincia romana di Mesia superiore                 | Provincia romana di Mesia superiore                 | Provincia romana di Mesia superiore                 | Provincia romana di Mesia superiore                 | Provincia romana di Macedonia (provincia senatoria)            | Provincia romana di Macedonia (provincia senatoria)            | Provincia romana di Macedonia (provincia senatoria)            | Provincia romana di Macedonia (provincia senatoria)            | Provincia romana di Macedonia (provincia senatoria)            | Provincia romana di Macedonia (provincia senatoria)            | Provincia romana di Macedonia (provincia senatoria)            | Provincia romana di Macedonia (provincia senatoria)            | Provincia romana di Acaia                           | Provincia romana di Acaia                           |
| dal 103-114 d.C.                               | Provincia romana di Mesia superiore                 | Provincia romana di Mesia superiore                 | Provincia romana di Mesia superiore                 | Provincia romana di Mesia superiore                 | Provincia romana di Mesia superiore                 | Provincia romana di Mesia superiore                 | Provincia romana di Epiro (provincia imperiale equestre)       | Provincia romana di Epiro (provincia imperiale equestre)       | Provincia romana di Epiro (provincia imperiale equestre)       | Provincia romana di Epiro (provincia imperiale equestre)       | Provincia romana di Macedonia                                  | Provincia romana di Macedonia                                  | Provincia romana di Macedonia                                  | Provincia romana di Macedonia                                  | Provincia romana di Acaia                           | Provincia romana di Acaia                           |
| dal 293 d.C.                                   | Moesia I                                            | Praevalitana                                        | Dardania                                            | Dardania                                            | Dacia Mediterranea                                  | Dacia ripensis                                      | Nuovo Epiro                                                    | Nuovo Epiro                                                    | Epiro vecchio                                                  | Epiro vecchio                                                  | Macedonia                                                      | Macedonia                                                      | Macedonia                                                      | Tessaglia                                                      | Acaia                                               | Acaia                                               |
| dal 380/386 d.C.                               | Moesia I                                            | Praevalitana                                        | Dardania                                            | Dardania                                            | Dacia Mediterranea                                  | Dacia ripensis                                      | Nuovo Epiro                                                    | Nuovo Epiro                                                    | Epiro vecchio                                                  | Epiro vecchio                                                  | Macedonia I                                                    | Macedonia II Salutaris                                         | Macedonia II Salutaris                                         | Tessaglia                                                      | Acaia                                               | Acaia                                               |

## Storia

### La Macedonia prima del dominio romano (III secolo - 168 a.C.)

Situazione politica di Macedonia e mondo greco nel 200 a.C., alla vigilia della seconda guerra macedonica: in verde il Regno di Pergamo, in arancio il Regno di Macedonia, in giallo il regno dei Seleucidi.

Roma entrò in contatto con il regno di Macedonia durante la seconda guerra punica, quando il re Filippo V si alleò con Annibale, mentre i Romani strinsero alleanza con i suoi nemici, la Lega etolica e il regno di Pergamo degli Attalidi.
Un secondo conflitto scoppiò in seguito all'alleanza della Macedonia con la Siria dei Seleucidi e alla minaccia che questa portava a Rodi e al regno di Pergamo, tuttora alleati dei Romani. Filippo V venne sconfitto nel 197 a.C. a Cinocefale da Tito Quinzio Flaminino, che proclamò nel 196 a.C. la libertà per le città greche. Nel 194 a.C. le legioni abbandonarono la regione, dove i Romani continuarono comunque ad intervenire, formalmente come arbitri esterni, nelle contese tra le città greche o tra i Macedoni e le tribù confinanti.
In Grecia le città rimasero indipendenti, spesso associate in leghe, sia già esistenti (Lega etolica, Lega achea, Lega tessala) sia di nuova formazione (come quella che riunì le città dell'isola di Eubea). Nel 192 a.C. il re seleucide Antioco III era intervenuto in Tracia, ma era stato sconfitto nel 190 a.C. dalle forze romane passate in Asia Minore nella battaglia di Magnesia e la Lega etolica, che era stata sua alleata, perse la supremezia sull'anfizionia delfica.
Quando Perseo divenne re nel 179 a.C., si premurò di ottenere da Roma il rinnovo del trattato del 196 a.C. e il riconoscimento del suo titolo di re. Il senato romano, soddisfatto dello status quo, accordò entrambe le richieste al re macedone, nella speranza che l'intera area venisse pacificata in un equilibrio favorevole a Roma. L'errore fatale a Perseo fu di voler ingraziarsi le popolazioni del mondo greco, ponendo l'accento sull'impopolarità e l'odio nei confronti dei Romani. L'egemonia imposta da Roma minacciava di crollare.

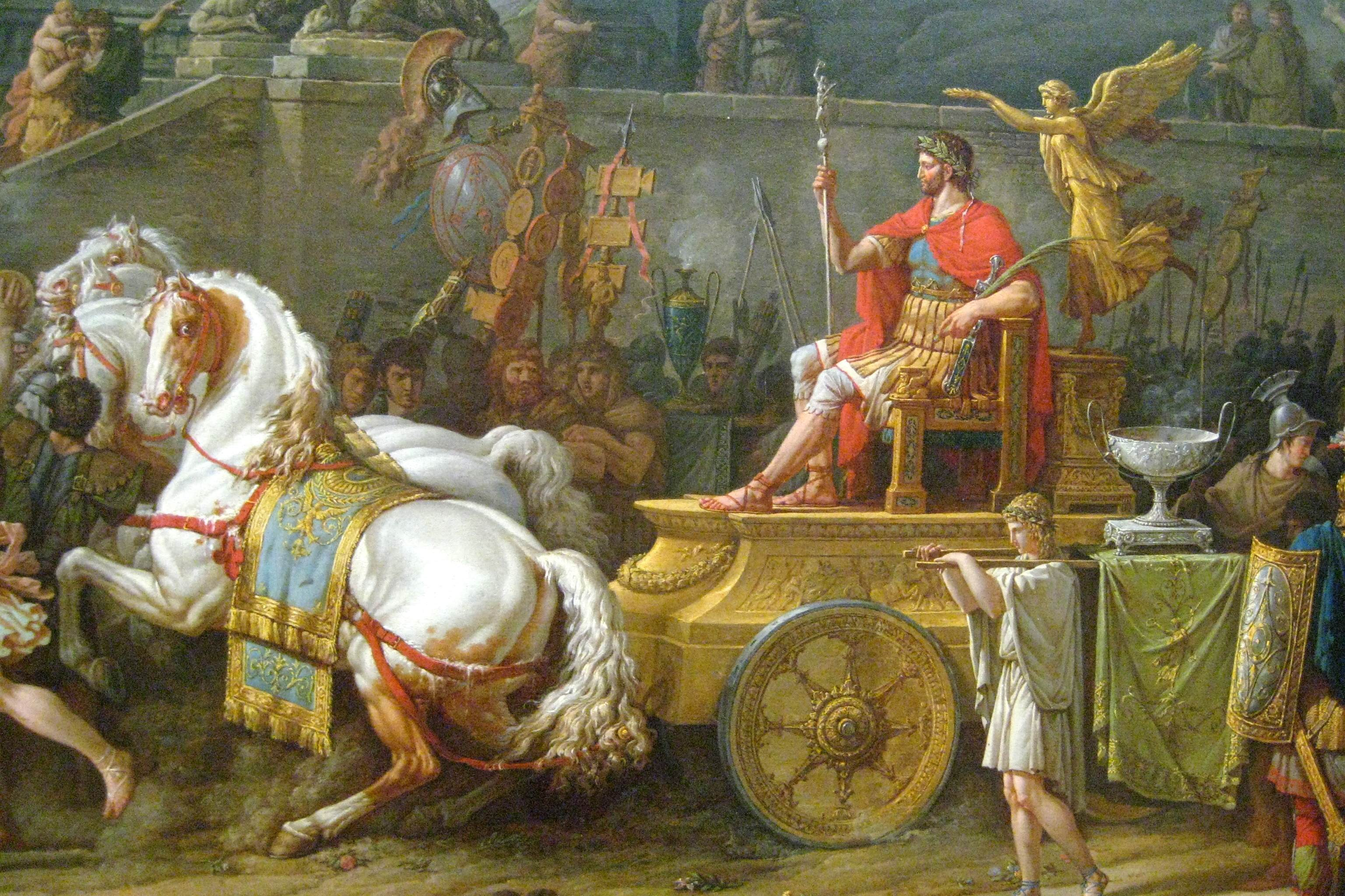
Trionfo di Lucio Emilio Paolo (dipinto di Carle Vernet)

Il senato romano, avendo capito quanto stava accadendo, inviò in Grecia un suo legatus per placare gli animi e mettere un po' d'ordine, ma nel 172 a.C. il senato fece approvare ai comizi la dichiarazione di guerra contro il re macedone. Il senato comunicò a Perseo le sue condizioni, estremamente dure, per evitare lo scontro: resa incondizionate e abolizione della monarchia macedone. La guerra scoppiò e si risolse in una sola battaglia, a Pidna. Il re fu sconfitto irreparabilmente, fatto prigioniero e inviato a Roma assieme a due suoi figli per il trionfo del console Lucio Emilio Paolo. Contemporaneamente il senato rese inoffensiva la Macedonia: i consiglieri del re, i suoi generali e funzionari furono deportati in Italia. La Macedonia fu smantellata e divisa in quattro repubbliche autonome e tributarie a Roma, alle quali venne imposto di non intraprendere più tra loro relazioni commerciali. I Macedoni, seppure proclamati "liberi", dovettero rinunciare alle proprie risorse naturali, come le miniere d'argento, il legname per la costruzione di navi commerciali; venne inoltre loro vietato di importare sale; l'esercito macedone fu smantellato, lasciando attive le sole postazioni fortificati lungo le frontiere per prevenire gli attacchi dei barbari, ma senza mantenere in loco un contingente romano.
Lo stesso storico Polibio venne deportato a Roma e molti altri messi a morte. Lo storico greco riconobbe che era ormai necessario per il mondo greco sottomettersi al dominio dei Romani. Contemporaneamente il senato romano si impegnò negli anni successivi ad appoggiare continue rivolte di palazzo, usurpazioni, secessioni non solo nel vicino regno seleucide, ma dell'intero mondo ellenistico, per accelerarne la sua disgregazione e caduta.

### I quattro distretti macedonici (168-150 a.C.)
La Macedonia venne suddivisa in quattro repubbliche (merídes, μερίδες; nel 167 a.C.), ciascuna governata da magistrati locali e da un sinedrio:
- la prima occupava le regioni della Sintica e della Bisaltia, all'estremità orientale del regno macedone, nella Tracia, ad est del fiume Strimone, con capitale Anfipoli;
- la seconda, immediatamente ad ovest, tra i fiumi Strimone e Axios, comprendente la penisola Calcidica, con capitale Tessalonica;
- la terza a ovest del fiume Axios e limitata a nord dal massiccio del monte Olimpo, con capitale Pella;
- la quarta, più estesa e meno popolata, comprendente le regioni montuose nord-occidentali (Eordia, Orestide e Lincestide), la Pelagonia a nord e forse anche l'Epiro e l'Illiria, con capitale Pelagonia (oggi Bitola).

I terreni di proprietà regia (agri regii) non entrarono a far parte dell'ager publicus populi Romani; la metà delle imposte fondiarie che in passato erano dovute al re, furono versate a Roma. L'economia locale era tuttavia pesantemente condizionata da imposizioni e divieti stabiliti dai Romani: venne negato lo ius connubii e lo ius commercii con i cittadini delle altre μερίδες. Vi è da aggiungere che, dopo i primi anni molto travagliati, il governo romano autorizzò la riapertura delle miniere nel 158 a.C., certamente dovuto ad una stabilizzazione della situazione.

### Rivolta di Andrisco (150-146 a.C.)
Nonostante la nuova riorganizzazione territoriale e amministrativa della Macedonia, ci fu un ultimo tentativo di ribellione alla dominazione romana nel 150 a.C.. Si racconta di un avventuriero di nome Andrisco, mercenario dei Seleucidi, finse di essere figlio di Perseo, re di Macedonia, allo scopo di ricostituire l'antico regno. Egli aveva radunato attorno a sé un esercito. La facilità con cui aveva conseguito un tale risultato dopo quasi vent'anni di dominio romano, lasciò sconcertati i Romani, che avevano dovuto constatare quanto i Macedoni fossero ancora legati alla loro antica forma di monarchia. Roma fu costretta ad inviare un nuovo esercito, e dopo alcuni e iniziali successi dei rivoltosi, Andrisco fu battuto dal console Quinto Cecilio Metello (nel 148 a.C.) e costretto a riparare in Tracia. Sempre nel 148 a.C. la Macedonia fu riunificata e ricevette lo statuto di provincia romana, includendo ora anche Epiro e Tessaglia, mentre le quattro repubbliche andarono a costituire le quattro circoscrizioni provinciali. Roma aveva ora l'obbligo di organizzare e difendere anche militarmente la nuova provincia.
Contemporaneamente il conflitto tra la Lega achea, guidata da Corinto, e Sparta, con il rifiuto di Corinto di accettare l'arbitrato della commissione senatoriale inviata da Roma, portò alla distruzione della città da parte di Lucio Mummio nello stesso 146 a.C. Non è chiaro tuttavia se la Grecia sia stata annessa immediatamente alla nuova provincia di Macedonia, ovvero se si conservò il regime precedente fino alla riforma augustea del 27 a.C.. Probabilmente venne effettivamente annessa solo una parte del territorio, quello della distrutta Corinto e dei suoi principali alleati.

### Dalla creazione della provincia romana fino ad Azio (146 a.C. - 31 a.C.)
I Romani punirono severamente i Greci ribelli e, in Grecia come altrove, i Romani si preoccuparono di arricchirsi il più possibile, con la guerra, la tassazione o il commercio. L'atteggiamento romano poi, per tutto il resto, fu di grande indifferenza, tanto da portare la Grecia ad una situazione drammatica, dove la pirateria prese il sopravvento sulla parte orientale del Mediterraneo, trovando in Creta e Cilicia le sue principali basi logistiche. Da queste regioni i pirati organizzarono spedizioni sempre più ardite nel mar Egeo, costruendo vere e proprie flottiglie, e compiendo razzie il cui obbiettivo principale era di porre in schiavitù intere popolazioni. Roma alla fine fu costretta ad intervenire, sebbene inizialmente non si fosse resa conto della politica distruttiva che aveva messo in atto, disinteressandosi della Grecia e degli stati ellenistici che gravitavano attorno ad essa. Si era inoltre reso necessario inviare in Macedonia le legioni romane per difendere i suoi confini dai continui attacchi delle popolazioni traciche e dalmatiche dell'ultimo terzo del II secolo a.C..
Nel 145 a.C., a Quinto Cecilio Metello Macedonico venne concesso il trionfo sui Macedoni al termine della quarta guerra contro di loro. Decimo Giunio Silano Manliano ottenne la Macedonia come governatore nel 141 a.C..
Gaio Porcio Catone fu proconsole di Macedonia nel 113 a.C., e combatté contro gli Scordisci da cui fu pesantemente sconfitto in una battaglia sulle montagne da cui scampò a fatica. Marco Livio Druso, il console, l'anno seguente (nel 112 a.C.), fu inviato in Macedonia come proconsole, e sconfisse gli Scordisci insieme ad altri popoli suoi alleati (forse Daci e Traci), ed ottenne nel maggio dell'anno successivo il Trionfo. Pochi anni più tardi, un certo Marco Minucio Rufo (console del 110 a.C.), ora proconsole di Macedonia, ottenne sempre sugli Scordisci un nuovo trionfo (nel 106 a.C.).
Per circa mezzo secolo (135-84 a.C.) i vicini Triballi compirono scorrerie nella provincia di Macedonia, procurando non pochi problemi ai proconsoli che si succedettero in questi anni. I Dardani furono ripetutamente sconfitti dai Romani fino alla completa sottomissione tra il 76 e il 74 a.C.. Un episodio di questi anni ci viene raccontano da Appiano di Alessandria, il quale dice che, verso la fine della prima guerra mitridatica (85 a.C.), il consolare Lucio Cornelio Silla, in attesa di ricevere una risposta da Mitridate VI sulla sua resa, condusse contro di loro e le vicine popolazioni di Eneti e Sinti, una campagna militare, devastandone i loro territori, poiché in passato avevano invaso i territori romani della vicina Macedonia.
La regione visse poi una nuova rivolta fomentata da un altro presunto figlio di Perseo, Alessandro, nel 143 a.C. e incursioni delle tribù sul confine (nel 92 a.C. una degli Scordisci giunse a saccheggiare il santuario di Dodona).

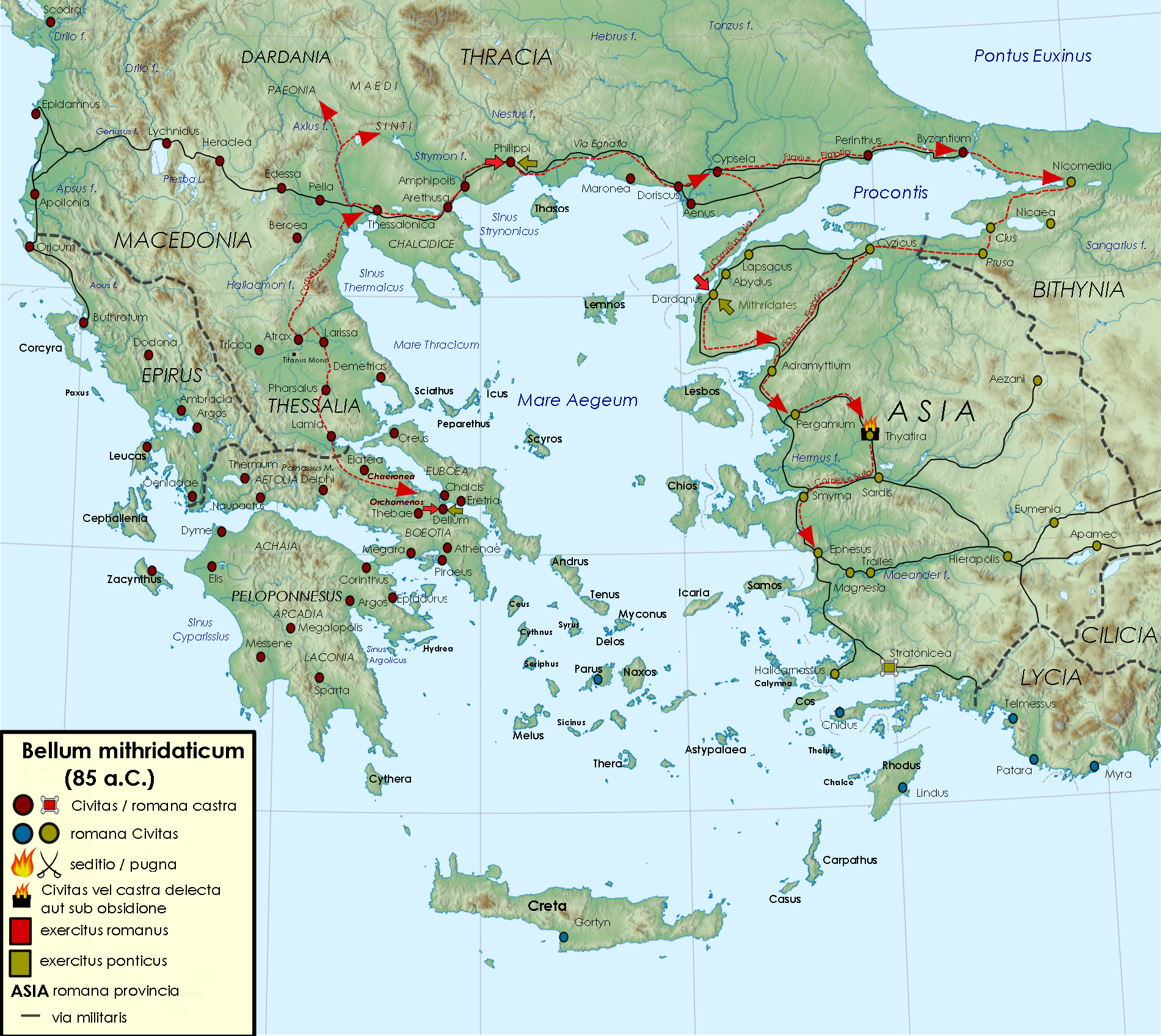
Il quinto anno di guerra (85 a.C.) della prima guerra mitridatica si svolsero anche in Macedonia. In evidenza: gli incontri tra Silla e Archelao, prima a Delio e poi a Filippi; tra Silla e Mitridate a Dardano; lo scontro tra Silla e Flavio Fimbria presso Tiatira.

La provincia fu occupata da Ariarate IX, un figlio di Mitridate VI re del Ponto, durante la prima delle guerre mitridatiche e fu rioccupata da Silla solo nell'85 a.C., ma, nonostante l'adesione alla parte avversa di molte città, la situazione non sembra fosse modificata in senso punitivo. La guerra pesò tuttavia sulle risorse locali dal punto di vista economico. Ricordiamo a tal proposito che durante l'inverno dell'88/87 a.C., la flotta pontica, sotto la guida dell'ammiraglio Archelao, invadeva Delo (che si era ribellata ad Atene), ne uccideva 20.000 dei suoi abitanti, molti dei quali erano Italici, e restituiva tutte le sue roccaforti agli Ateniesi. In questo modo Mitridate sperava di ottenere l'alleanza degli Ateniesi, inviando loro anche il tesoro sacro dell'isola appena conquistata, con una delegazione affidata all'ateniese Aristione e 2.000 soldati circa. Il successo della missione portò a Mitridate nuove alleanze oltre che tra gli Achei, anche tra Lacedemoni e Beoti (tranne la città di Thespiae, che fu subito dopo stretta d'assedio). Allo stesso tempo, Metrofane, che era stato inviato da Mitridate con un altro esercito, devastò i territori dell'Eubea, Il grosso delle armate romane non poté intervenire in Acaia, se non ad anno inoltrato, a causa dei difficili scontri interni tra la fazione dei populares, capitanate da Gaio Mario, e quella degli optimates, condotta da Lucio Cornelio Silla.
Va ricordato però, che un primo timido intervento era stato fatto in precedenza da parte del vice-governatore della provincia romana di Macedonia, Quinto Bruzzio Sura, il quale si diresse contro Metrofane con un piccolo esercito, e con lo stesso ebbe uno scontro navale, dove riuscì ad affondare una grossa nave ed una hemiolia (tipo di galea greca per il trasporto di truppe), oltre ad uccidere tutti coloro che si trovavano a bordo di queste imbarcazioni. Poi continuò la sua navigazione facendo irruzione nel porto dell'isola di Skiathos, covo di pirati, dove crocifisse gli schiavi e tagliò le mani dei liberti che lì si erano rifugiati. Poi rivolse il suo piccolo esercito contro la Beozia, dopo aver ricevuto rinforzi per 1.000 armati tra cavalieri e fanti dalla Macedonia. Vicino a Cheronea fu impegnato in battaglia per ben tre giorni contro Archelao ed Aristione, senza che nessuna delle due parti potesse prevalere sull'altra. Quando Lacedemoni ed Achei vennero in aiuto delle truppe mitridatiche, Bruzzio preferì ritirarsi al Pireo, fino a quando Archelao non si avvicinò con la sua flotta e ottenne la resa anche di questa località.
Quando giunse Lucio Cornelio Silla sul teatro delle operazioni militari, decise di porre sotto assedio Atene. Appiano di Alessandria ci racconta che, contemporaneamente Arcatia (o Ariarate IX), figlio di Mitridate, a capo di un altro esercito proveniente dalla Tracia, invase la Macedonia, battendo un esercito romano che gli era andato incontro, e soggiogò l'intera provincia romana. Egli poi nominò nuovi satrapi per governare i nuovi territori, ma nell'avanzata verso sud che seguì, per prestare soccorso ad Archealo contro Silla, si ammalò e morì nei pressi Tisaeo. Nell'85 a.C., Silla dopo aver sconfitto ripetutamente le armate mitridatiche, dettò le sue condizioni di pace:
(Appiano, Guerre mitridatiche, 55.)
Queste furono le condizioni che Silla offrì. Archelao si ritirò velocemente da quei luoghi e sottopose tutte le condizioni della resa a Mitridate. Frattanto Silla decise di marciare contro Eneti, Dardani, Sinti e Maedi (85 a.C.) popolazioni che abitavano lungo i confini della provincia di Macedonia, che in passato avevano invaso ripetutamente i territori romani, e ne devastò i loro villaggi. In questo modo egli mantenne i suoi soldati in esercizio e li rese ricchi allo stesso tempo, in attesa della risposta del re del Ponto. Riguardo ai Maedi, negli anni compresi tra l'89 e l'85 a.C., invasero la Macedonia, saccheggiando Dodona e Delfi. Si racconta, infatti, che compirono un'incursione quando il proconsole di Macedonia, Bruttio Sura, era lontano per contrastare le forze pontiche capeggiate da Archelao.
Nel 77 a.C., Appio Claudio Pulcro fu inviato come proconsole in Macedonia, dove riportò importanti successi militari sulle tribù traciche che abitavano il massiccio dei monti Rodopi. Morì, infine, nel 76 a.C., stremato dalle fatiche sopportate durante il proconsolato. Nel 75-74 a.C., ancora gli Scordisci, alleati con Dardani e Daci, combatterono contro il prefetto di Macedonia, Gaio Scribonio Curione Burbuleio. E pochi anni più tardi furono costretti a chiedere la pace e ad allearsi al grande re dei Daci Burebista, dopo essere stati pesantemente sconfitti. Sappiamo che il ribelle Spartaco, a capo della rivolta di schiavi degli anni 73-71 a.C., fu un legionario reclutato in Tracia, che dopo aver disertato in Macedonia, fu catturato e poi condannato a combattere come gladiatore (nel 75 a.C.).
Nel 74 a.C. ebbe l'incarico di legatus Lucio Sergio Catilina. Due anni più tardi, nel 72 a.C., fu governata dal proconsole Marco Terenzio Varrone Lucullo, che sconfisse i Bessi. Si racconta anche che nel corso della terza guerra mitridatica il re Mitridate VI, una volta ritiratosi a svernare a Dioscurias nella Colchide, progettò una spedizione militare per attaccare i Romani dall'Europa, mentre il grosso delle armate romane era ancora concentrato in Asia Minore, e tra di loro c'era il canale del Bosforo. Il suo piano strategico era assai ardito: egli aveva previsto di marciare attraverso la Tracia, la Macedonia, la Pannonia, e poi attraverso le Alpi, per giungere in Italia come aveva fatto solo Annibale centocinquant'anni prima.
Nel 67 a.C. prestò servizio, come tribuno militare nella provincia, Marco Porcio Catone Uticense. Gaio Antonio Ibrida ottenne il proconsolato di Macedonia dal 62 al 61 a.C. e venne sconfitto da un esercito del re dace, Burebista, nei pressi di Istria. Dopo la sua pretura del 61 a.C., Gaio Ottavio, padre del futuro imperatore Ottaviano Augusto, divenne governatore della provincia della Macedonia. Si dimostrò un capace amministratore, governando "con energia, e non minore giustizia"; le sue gesta includono la vittoria in una battaglia contro la tribù tracica dei Bessi. Ottavio morì a Nola, sulla strada del ritorno dalla Macedonia, mentre era in procinto di candidarsi al consolato nel 59 a.C.. Nel 57-55 a.C. fu governatore della provincia Lucio Calpurnio Pisone Cesonino, contro le cui malversazioni venne scritta l'orazione ciceroniana In L. Calpurnium Pisonem.
Tutte le battaglie decisive delle guerre civili romane furono combattute in Grecia e Macedonia: durante la guerra civile tra Cesare e Pompeo a Farsalo (48 a.C.); durante quella combattuta tra triumviri e cesaricidi a Filippi (42 a.C.); o tra Ottaviano e Antonio ad Azio (31 a.C.). Questo periodo contribuì a far precipitare il mondo greco in un periodo di grande sofferenza e prostrazione, lasciandolo alla fine spopolato e in rovina.
Cesare vi dedusse alcune colonie di veterani: a Butrinto in Epiro, a Dymae e a Corinto (nel 44 a.C., Laus Iulia Corinthiensis) in Grecia, e a Filippi in Macedonia (48-47 a.C.). Nuovamente la provincia fu coinvolta nella lotta tra i triumviri e i Cesaricidi e nuovi stanziamenti di veterani si ebbero dopo la battaglia di Filippi del 42 a.C. a: Dyrrachium (Durazzo) in Epiro, ad Augusta Arae Patrae (Patrasso) e a Pella, che godettero dello ius Italicum).
Nell'estate del 40 a.C. Ottaviano e Antonio vennero ad aperte ostilità: Antonio cercò di sbarcare a Brindisi con l'aiuto di Sesto Pompeo, ma la città gli chiuse le porte. I soldati di ambedue le fazioni si rifiutarono di combattere e i triumviri, pertanto, misero da parte le discordie. Con il trattato di Brindisi (settembre del 40 a.C.) si venne ad una nuova divisione delle province: ad Antonio restò l'Oriente romano da Scutari, compresa la Macedonia e l'Acaia; ad Ottaviano l'Occidente compreso l'Illirico; a Lepido, ormai fuori dai giochi di potere, l'Africa e la Numidia; a Sesto Pompeo fu confermata la Sicilia per metterlo a tacere, affinché non arrecasse problemi in Occidente. Il patto fu sancito con il matrimonio tra Antonio, la cui moglie Fulva era morta da poco, e la sorella di Ottaviano, Ottavia minore. Dopo la pace di Brindisi, Ottaviano ruppe inoltre l'alleanza con Sesto Pompeo, ripudiò Scribonia, e sposò Livia Drusilla, madre di Tiberio e in attesa di un secondo figlio.

### Età alto imperiale (27 a.C. - 285 d.C.)

#### Da Augusto a Marco Aurelio (27 a.C. - 180 d.C.)
Dopo il consolato del 30 a.C., Marco Licinio Crasso divenne proconsole di Macedonia negli anni 29-27 a.C.. Compì una serie di campagne militari lungo il basso corso del Danubio negli anni 29 e 28 a.C., nel corso delle quali batté numerosi popoli tra cui Geti, Daci, Bastarni, Mesi, Triballi, Dardani e Traci (tra cui Maedi, Serdi e Bessi). Al termine del secondo anno di campagna (28 a.C.) è, però, poco probabile che i Mesi siano stati annessi alla provincia di Macedonia. Al contrario, le tribù della Tracia, pur rimanendo ancora indipendenti, diventarono popoli clienti di Roma. Crasso era così riuscito ad affermare il prestigio romano sull'intera regione a sud del basso Danubio.
Dal 27 a.C. al 15 d.C. e poi dopo il 44 d.C. la Macedonia divenne provincia senatoria, amministrata da un proconsole (o forse un propretore) che era ancora qui residente.

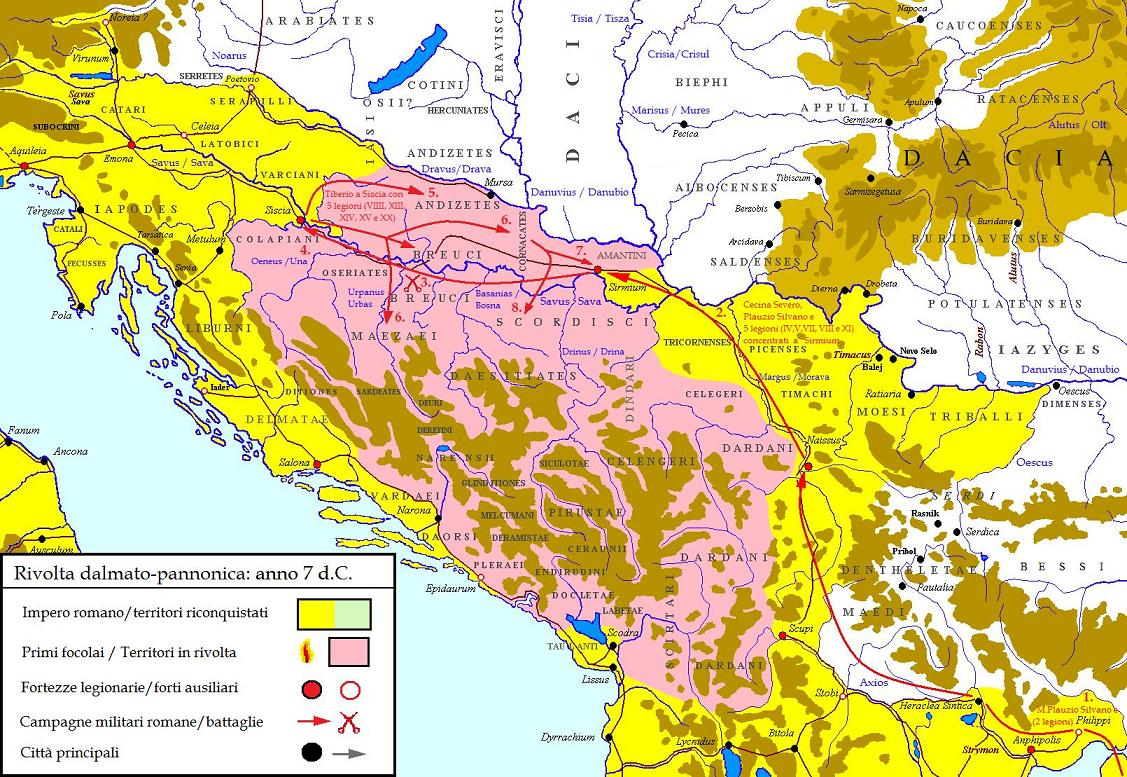
Il secondo anno di guerra della rivolta dalmato-pannonica del 6-9: Tiberio concentra le truppe a Siscia (ben 10 legioni) e comincia l'offensiva romana. Sarà determinante l'apporto del proconsole di Macedonia-Mesia.

Il popolo degli Scordisci, alleatosi con i Denteleti (abitanti l'alta valle del fiume Strymon) invadeva la Macedonia nel 17 o nel 16 a.C., ma erano respinti dal neo governatore Lucio Tario Rufo, che sembra riuscì a respingere anche un attacco di Sarmati.
Nel 13 a.C., dopo una visita di Augusto ad Aquileia, per programmare l'occupazione dell'intera area illirica e balcanica, Marco Vinicio fu inviato in Macedonia come proconsole, mentre al genero ed amico fraterno, Agrippa, fu affidato l'Illirico, con «un potere maggiore di qualsiasi altro comandante che si trovasse al di fuori del suolo italico». La campagna di quest'anno prevedeva di avanzare contemporaneamente lungo due fronti (Illirico e Macedonia), in una manovra a tenaglia, che non desse scampo alle popolazioni pannoniche della valle della Sava. Fu così che, per prima cosa, si represse definitivamente la rivolta scoppiata tra i Pannoni della zona di Emona e Siscia dell'anno precedente; sul fronte orientale si procedette, invece, ad avanzare ed a occupare parte della Dardania in direzione di Sirmio.
La scomparsa prematura di Agrippa, lasciò il nuovo compito nelle mani del figliastro del princeps: Tiberio Claudio Nerone, poiché la notizia della morte del generale aveva provocato una nuova ondata di ribellioni tra le genti sconfitte da Agrippa, in particolare Dalmati e Breuci. Il futuro imperatore Tiberio, che godeva ormai della fama di ottimo comandante, fu nominato console ed inviato da Augusto nell'Illirico per pacificare l'area. Tiberio, assunto il comando dell'esercito nel 12 a.C., sgominò le forze nemiche e attuò una politica di durissima repressione contro gli sconfitti; grazie alla sua abilità strategica e all'astuzia che dimostrò poté ottenere una vittoria totale nel giro di soli quattro anni, avvalendosi dell'aiuto di generali esperti come Marco Vinicio e Lucio Calpurnio Pisone. Sembra infatti che Marco Vinicio abbia condotto nel 12 a.C. il suo esercito lungo il fianco orientale dell'Illirico, consolidando la via di penetrazione che da Scupi conduceva a Naisso e poi a Sirmio; in seguito riuscì ad occupare l'intera area della Dardania e della bassa valle della Sava (inclusa la piana di Sirmio), conquistando i territori della popolazione degli Amantini, sia sottomettendo (o stipulando con gli stessi un trattato di alleanza) anche il potente popolo degli Scordisci.
Nell'11 a.C., un certo Vologeso di Besso, sacerdote di Dionisio presso i Traci, facendo ricorso a diverse pratiche divinatorie ottenne di essere seguito da molti, mettendo in atto l'uccisione di Rescuporide II (re degli Odrisi), figlio di Cotis VII. Subito dopo, grazie alla fama che si era fatto per il suo potere divino, privò delle sue forze Remetalce I, zio di Rescuporide, che fu incalzato fino nel Chersoneso tracico, che devastò. Fu così che, a causa di Vologeso e dei Sialeti che compivano continue incursioni contro la provincia di Macedonia, venne inviato contro di loro e con il suo esercito provinciale Lucio Calpurnio Pisone, che era governatore della Panfilia. E quando i Bessi vennero a sapere del sopraggiungere del governatore romano, iniziarono a ritirarsi, ma Pisone entrò nei loro territori e, nonostante una prima sconfitta, li vinse e devastò i loro territori e quelli delle popolazioni limitrofe che erano insorte insieme a loro. Accompagnato da un paio di legioni, vi rimase per tre anni di guerre ininterrotte (dall'11 al 9 a.C.), al termine delle quali sottomise tutte quante le popolazioni traciche, imponendosi su alcune con il loro consenso, terrorizzandone altre, scendendo a patti con altre ancora dopo aspri combattimenti. Per questi motivi gli vennero tributati delle supplicationes e gli ornamenta triumphalia.
Nel 9 a.C. Marco Vinicio (ancora governatore della Macedonia) conduceva una campagna punitiva contro Daci e Bastarni, rei di aver compiuto continue scorrerie in Pannonia, Dalmazia, Mesia e Tracia. Egli fu, probabilmente, il primo romano ad aver attraversato il Danubio.
Sembra che Sesto Elio Catone, prima di diventare console nel 4 d.C., abbia ottenuto un importante comando in Mesia-Macedonia. Qui condusse 50.000 Geti a sud del Danubio al termine di una campagna militare in terra dacica, occupando una parte della futura Mesia superiore, la Treballia. Alcuni storici moderni sostengono che il mandato di Elio Catone, come governatore di Macedonia-Mesia, psia avvenuto tra il 2-4, meno probabilmente tra l'8-11. Difficile, infatti, credere che simili operazioni possano essere state condotte dopo la disfatta di Varo del 9, a cui seguì certamente una complessiva riorganizzazione di tutto il fronte Reno-danubiano.
Durante la rivolta dalmato-pannonica del 6-9 i ribelli pannoni e dalmati si unirono ed occuparono il mons Almus (il monte Fruskagora) a nord della città di Sirmio e, sebbene sconfitti in una scaramuccia dal re tracio Remetalce I, che il legatus Augusti pro praetore Aulo Cecina Severo, aveva inviato contro di loro, poterono mantenere la loro posizione. Frattanto scorrerie di Daci e Sarmati (Iazigi dell'Oltenia) costrinsero Cecina a ritirarsi ed a proteggere la sua provincia di Mesia. Lasciava, però, che il re trace, Remetalce I, evitasse agli insorti di occupare Sirmio durante l'inverno, e di fermare una possibile invasione della Macedonia, come infatti avvenne (anno 6 d.C.). La strategia di Tiberio era evidente. Si doveva procedere ricongiungendo l'esercito illirico con quello macedonico, lungo l'asse Siscia-Sirmio, dividendo i Pannoni, a nord della Sava, dai Dalmati dell'area montuosa ed interna dell'attuale Bosnia. Tiberio al termine di quell'anno (7 d.C.) aveva in pugno la valle della Sava; doveva solo rinforzarla con roccaforti, per evitare che i ribelli potessero unirsi di nuovo, e quindi batterli separatamente. Nella seconda parte di quell'anno Tiberio, infatti, dispose diverse colonne militari, che attaccassero simultaneamente in più punti il nemico. Negli anni successivi, dell'8 e 9, il nuovo governatore di Mesia (e Macedonia?), Aulo Cecina Severo, rimase impegnato lungo il fronte macedonico, sia per difendere la provincia affidatagli, dai continui attacchi di Daci e Iazigi, sia penetrando da est nell'Illirico meridionale, per reprimere gli ultimi focolai della rivolta dei Dalmati. Al termine della rivolta, l'area dell'Illirico-balcanica veniva suddivisa in tre nuove province romane: di Dalmazia, di Pannonia e di Mesia, scissa ora da quella di Macedonia.

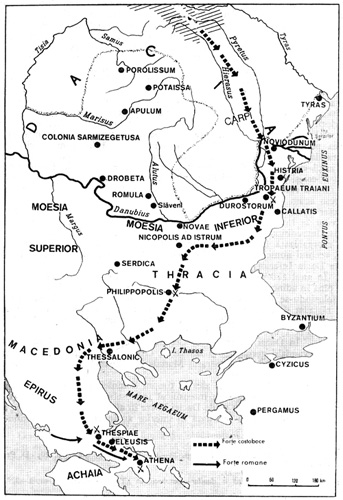
L'invasione dei Costoboci del 170.

Nell'area dell'ex-Illirico, Tiberio, divenuto ormai imperatore, dispose nel 15 che le province senatorie di Acaia e Macedonia fossero unite alla provincia imperiale di Mesia, prorogando l'incarico del governatore Gaio Poppeo Sabino (che rimase in carica 21 anni dal 15 al 36) e dei suoi successori. E sempre Tiberio, ridusse la tassazione alle province di Acaia e Macedonia.
L'imperatore Claudio, poiché voleva accattivarsi le simpatie del Senato, tentò di stabilire una sincera collaborazione con quest'organo istituzionale, secondo le linee della politica di Augusto, facendo un uso frequente di Senatusconsulta e difendendo la posizione sociale dei senatori, riservando loro i posti migliori. Restituì, inoltre, nel 44 al senato, sia la l'provincia d'Acaia, sia quella di Macedonia. Poco dopo, nel 44-46, venne istituita la provincia procuratoria di Tracia, ex-monarchia formalmente indipendente sotto gli Odrisi. Alla nuova provincia venne annesso il Chersoneso Tracico, distaccato dalla Macedonia.
Al tempo dell'imperatore Marco Aurelio, durante il periodo della cosiddette guerre marcomanniche, la popolazione dei Costoboci (un popolo di origine incerta che viveva a nord-est della Dacia), proveniente dalla zona dei Carpazi orientali, invase le province di Mesia inferiore, Tracia e Macedonia (attorno al 170), spingendosi poi fino in Grecia, dove erano riusciti a saccheggiare il santuario di Eleusi (20 km ad ovest di Atene). Si racconta che nel 170-171 alcune bande di questo popolo furono intercettate ed annientate nei pressi di Scupi dalla Cohors II Aureliae Dardanorum, di nuova costituzione. Dopo una lunga lotta, Marco riuscì a respingere gli invasori.

#### Da Commodo alle invasioni del III secolo (180 - 285 d.C.)

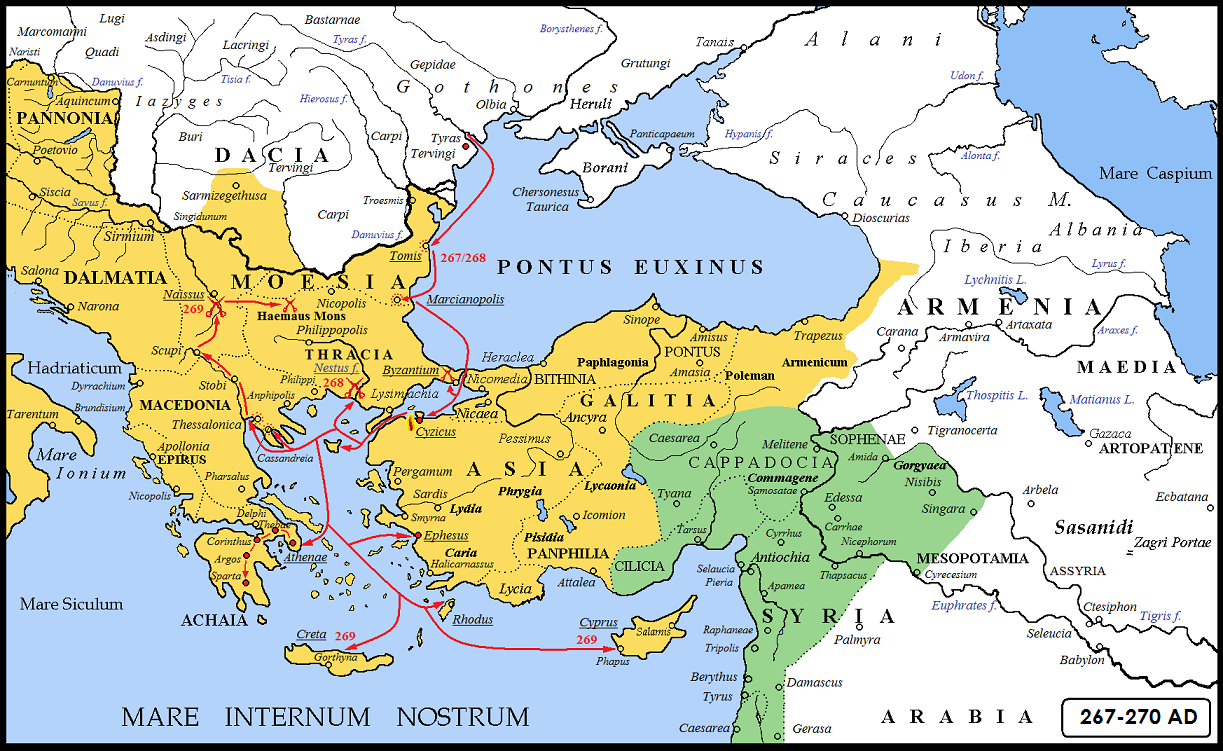
L'invasione dei Goti del 267-270 durante i regni di Gallieno e Claudio il Gotico: la Macedonia venne invasa, causando devastazione e numerose vittime.

Erodiano racconta che l'imperatore Caracalla, dopo aver sistemato le questioni con i barbari della frontiera danubiana ed essere passato in rassegna agli accampamenti di presidio delle province di Pannonia e Mesie, scese in Tracia fino al confine con la Macedonia, trasformando se stesso nella reincarnazione di Alessandro Magno (nel 215). Per ravvivare la memoria del Macedone in ogni modo possibile, ordinò che statue e dipinti del suo eroe, fossero esposti al pubblico in tutte le città. Riempì il Campidoglio e molti altri templi di tutta Roma, con sue statue e dipinti, a suggerire che fosse un secondo Alexander.
Si racconta che alla fine del 249, il fatto che l'imperatore Decio avesse sguarnito le difese dell'area balcanica, per combattere Filippo a Verona, permise, ancora una volta, a Goti e Carpi di riversarsi nelle province di Dacia, Mesia inferiore, Tracia, fino alla Macedonia.
Nel corso dell'invasione barbarica del 267/268, sembra che l'enorme armata si sia divisa in almeno tre colonne, la prima delle quali si diresse verso ovest, assediando senza successo prima Cizico, poi saccheggiando le isole di Imbro e Lemno, occupando la futura città di Crisopoli (di fronte a Bisanzio), proseguendo fin sotto le mura di Cassandreia e poi di Tessalonica, e portando devastazione anche nell'entroterra della provincia di Macedonia.
All'inizio dell'anno 269, dopo che per alcuni mesi i Goti erano stati tenuti a bada dalle armate romane di Marciano, il nuovo imperatore Claudio II riuscì a raggiungere il teatro degli scontri ed a riportare una vittoria decisiva su queste genti nella battaglia di Naisso, dove si racconta che persero la vita ben cinquantamila barbari. I Germani erano arrivati nel cuore della Mesia percorrendo la strada che da Tessalonica conduce a Scupi e poi verso nord, dopo aver devastato i territori attorno a Pelagonia (l'attuale Bitola). I sopravvissuti alla battaglia di Naisso, proteggendosi con i carri, si diressero in Macedonia. Durante la lunga marcia sulla via del ritorno, molti dei barbari morirono insieme alle loro bestie, oppressi dalla fame; altri furono uccisi in un nuovo scontro con la cavalleria romana degli "equites Delmatae", la riserva strategica mobile appena istituita da Gallieno. La marcia dei Goti proseguì in direzione orientale verso il monte Hemaus. Tuttavia i barbari, seppure circondati dalle legioni, riuscirono a procurare non poche perdite alla fanteria romana, che fu salvata solo grazie all'intervento della cavalleria affidata ad Aureliano, alleviando la sconfitta.

### Età tardo imperiale (285 - 395)

#### Diocleziano e la riforma tetrarchica (285 - 305)
In seguito alla riforma tetrarchica di Diocleziano, la Macedonia venne inserita nella Diocesi delle Mesie.

#### Dalla guerra civile a Costantino unico imperatore (306 - 337)

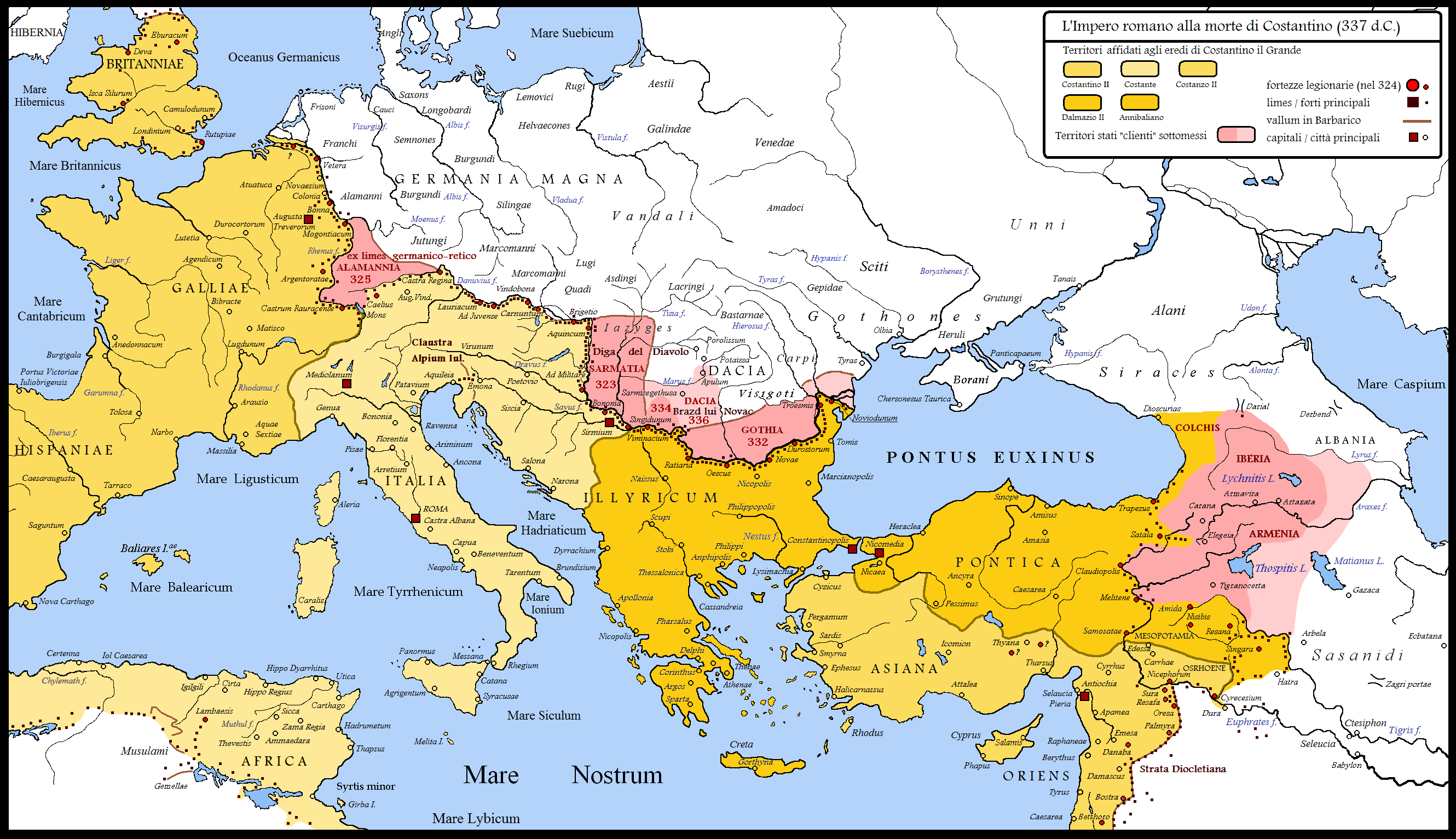
Le frontiere romane settentrionali ed orientali al tempo di Costantino, con i territori acquisiti nel corso del trentennio di campagne militari (dal 306 al 337).

Ancora la Macedonia fu al centro di una guerra civile romana. La pace del 317 era durata tra Costantino I e Licinio, sei anni, al termine dei quali Costantino mise in campo, secondo Zosimo, una flotta di 200 navi da guerra (da trenta rematori ciascuna) e 2.000 da carico, oltre a 120.000 fanti, 10.000 marinai e la cavalleria; Licinio riuscì invece a mettere insieme un esercito composto da 350 triremi (80 provenienti dall'Egitto, 80 dalla Fenicia, 60 dalla Ionia d'Asia, 30 da Cipro, 20 dalla Caria, 30 dalla Bitinia e 50 dall'Africa) oltre a 150.000 fanti e 15.000 cavalieri. Il primo scontro avvenne in Mesia ad Adrianopoli dove Costantino, pur in inferiorità numerica, ebbe la meglio su Licinio, che fu costretto a rifugiarsi a Bisanzio, dove parte delle sue truppe rimasero assediate fino al termine della guerra. La flotta di Costantino, comandata dal figlio Crispo (nonché cesare) salpò dal Pireo e si radunò prima in Macedonia, poi all'imboccatura dell'Ellesponto, dove avvenne la seconda battaglia, questa volta navale, nella quale Licinio fu sconfitto nuovamente. Nominò un nuovo cesare nel magister officiorum, Sesto Martiniano, inviandolo a Lampsaco per fermare l'avanzata di Costantino dalla Tracia all'Ellesponto. Reclutò, infine, schiavi e contadini delle terre bitiniche, con i quali ingaggiò un'ultima e disperata battaglia contro le truppe veterane di Costantino (la cosiddetta battaglia di Crisopoli, odierna Scutari), venendo disastrosamente sconfitto.
La Prefettura del pretorio dell'Illirico comprendeva al tempo di Costantino le province balcaniche, vale a dire dalla Macedonia, alla Tessaglia, a Creta all'Ellade, ai due Epiri, all'Illiria, a Dacia, Triballia e Mesia superiore, oltre alle Pannonie sino alla Valeria;
Nel 334 i Sarmati che avevano chiesto l'intervento amico del popolo romano, crearono nuovi problemi all'Impero romano, a causa di loro conflitti interni, tra la fazione dei Limigantes e degli Argaragantes. Si narra, infatti, che gli schiavi (Limigantes) cacciarono ancora una volta i padroni (Argaragantes) dal Banato, costringendo Costantino, non tanto ad intervenire militarmente, quanto a distribuire una massa enorme di "sfollati" (si parla di 300.000 persone) in Scizia, Italia, Macedonia e Tracia.
Nel 335/336, Costantino I, che tanto tempo aveva impiegato per riunificare l'Impero sotto la guida di un unico sovrano, decise di dividerlo nuovamente in quattro parti principali (ed una secondaria, affidata al nipote Annibaliano), lasciando ai figli, Costantino II, la parte più occidentale (dalla Britannia, alla Gallia, fino alla Hispania), a Costante I quella centrale (Rezia, Norico, Pannonie, Italia e passi alpini, oltre all'Africa), a Costanzo II (l'Asiana, l'Oriente e l'Egitto), mentre al nipote Dalmazio, il "cuore" del nuovo impero (forse con la capitale Costantinopoli), per evitare che i figli potessero poi contendersela in una nuova guerra civile. In pratica egli ricostituiva una nuova forma di tetrarchia, che durò poco meno di sei mesi, poiché, morto Costantino (22 maggio del 337), Dalmazio fu assassinato e l'Impero venne diviso tra i soli suoi tre figli.
Secondo altri studiosi, sembra che a Dalmazio siano state assegnate, in data 18 settembre del 335, le diocesi di Dacia, Tracia e Macedonia (inclusa l'Achaea), con capitale a Naisso (non a Costantinopoli, che rimaneva quindi in mano dello stesso Costantino), affidandogli come compito principale la difesa delle province balcaniche dai Goti.

#### La guerra gotica (376-382)

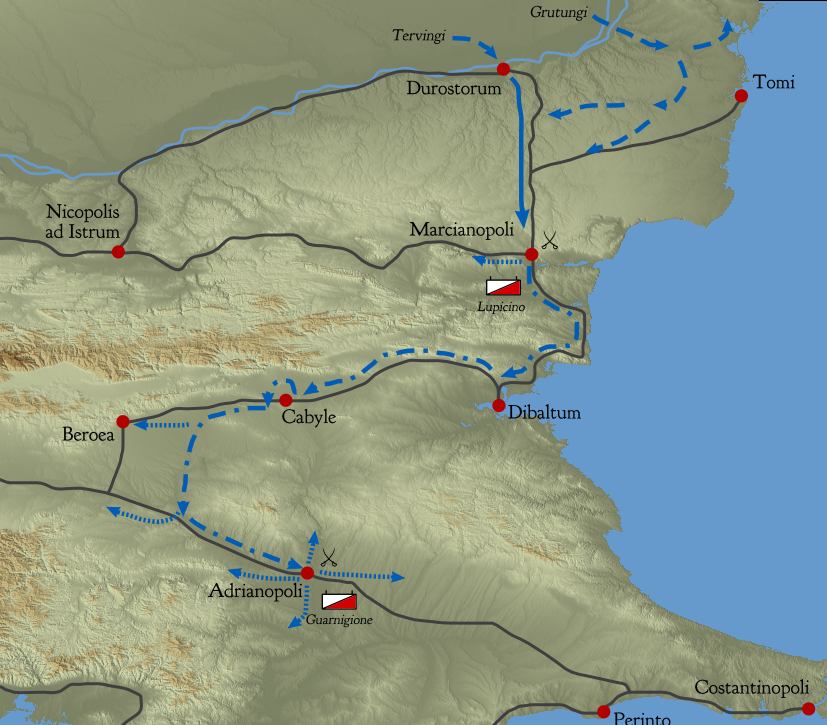
Movimenti dei Goti nel 376.

Tra l'estate e l'autunno del 376, decine di migliaia di profughi, Goti e di altri popoli, scacciati dalle proprie terre dalle invasioni unne, giunsero sul Danubio, confine dell'Impero romano, chiedendo asilo. Fritigerno e Alavivo, capi dei Tervingi, si appellarono all'imperatore romano Valente, chiedendo che alla propria gente venisse permesso di stabilirsi sulla sponda meridionale del Danubio: il fiume li avrebbe infatti protetti dagli Unni, che non avevano l'equipaggiamento necessario per attraversarlo in forze. L'imperatore concesse l'asilo in termini estremamente favorevoli, permettendo che i Goti attraversassero il Danubio nei pressi di Durostorum (moderna Silistra, Bulgaria), in Mesia seconda, che una strada collegava direttamente al quartier generale operazionale romano di Marcianopoli. Valente aveva promesso ai Goti terre da coltivare, razioni di grano e l'inclusione nell'esercito romano con la funzione di foederati: secondo le fonti dell'epoca, l'imperatore accettò di accogliere le popolazioni barbare allo scopo di rafforzare il proprio esercito e per aumentare la base imponibile del fisco.
La presenza di un popoloso stanziamento in un'area ristretta causò una penuria di viveri tra i Goti, che l'Impero non fu in grado di contrastare né con i rifornimenti di viveri né con le terre da coltivare promessi. I maltrattamenti subiti spinsero i Goti a rivoltarsi e a devastare i territori imperiali.

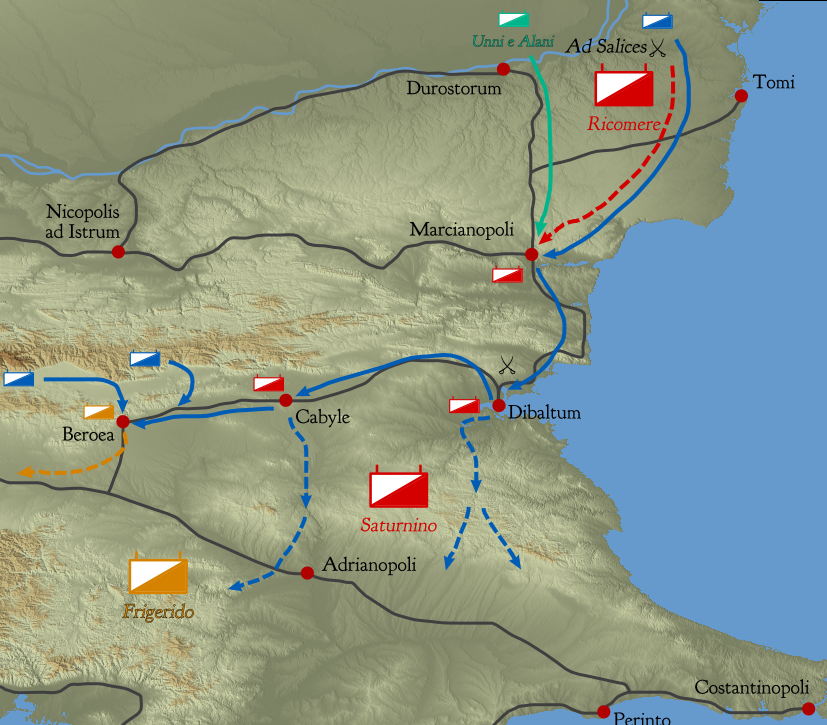
Campagna del 377.

Tra la fine del 376 e l'inizio del 377 le zone a ridosso del Danubio vennero saccheggiate dai Goti; ai Tervingi di Fritigerno si unirono tutti i Goti entrati in territorio romano, come pure schiavi, minatori e prigionieri. Le guarnigioni romane dell'area riuscirono a difendere i centri fortificati, ma la maggior parte delle campagne furono alla mercé dei Goti, i quali si trasformarono in breve tempo da gruppi separati di profughi ribelli in una massa organizzata per la guerra e il saccheggio; si procurarono persino una serie di carri atti a contenere le vettovaglie razziate via via nei territori attraversati. Nel corso del 377 Saturnino e Traiano riuscirono a bloccare i Goti nei passi dell'Haemus, in Tessaglia, erigendo una linea di avamposti che respinsero i tentativi di sfondamento dei Goti: lo scopo dei generali romani era quello di sottoporre il nemico ai rigori dell'inverno e alla mancanza di cibo e di costringerlo alla sottomissione; in alternativa, avrebbero tolto successivamente le sentinelle, attirando Fritigerno in una battaglia in campo aperto nelle pianure tra il monte Haemus e il Danubio, in cui contavano di sconfiggerlo. Fritigerno, però, non avanzò verso nord accettando battaglia, ma arruolò contingenti di Unni e Alani in suo rinforzo; Saturnino, resosi conto di non poter più fronteggiare il nemico, abbandonò il blocco dei passi ed arretrò. Davanti ai Goti si aprirono allora vasti spazi e poterono invadere e saccheggiare un vasto territorio che giungeva sino ai monti Rodopi a sud e che andava dalla Mesia all'Ellesponto. Le devastazioni furono così totali che Valente abbassò le tasse dovute dalle popolazioni della Tracia già dal 377. Intanto Valente decise di non attendere l'arrivo delle truppe di Graziano e di dare battaglia ai Goti in campo aperto. La sua sconfitta e morte nella battaglia di Adrianopoli (378) fu un momento cruciale della storia romana.

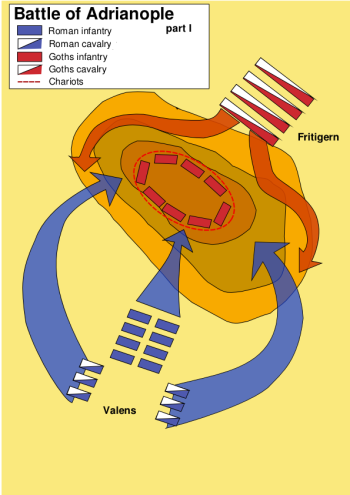
La battaglia di Adrianopoli che vide una delle più cocenti sconfitte subite da parte dell'esercito romano.

Nel frattempo la Tracia continuava ad essere saccheggiata dai Goti, come anche la Pannonia e la Mesia, e, dovendo Graziano occuparsi della frontiera del Reno, anch'essa minacciata dai Barbari, decise di associare al trono un certo Teodosio, affidandogli il controllo dell'Oriente romano (gennaio 379). Avendo affidato a Teodosio la conduzione diretta della guerra contro i Goti ed essendo le diocesi di Dacia e Macedonia, fino a quel momento appartenute all'Impero d'Occidente, minacciate proprio dai Goti, Graziano decise di separare quelle due diocesi dalla prefettura d'Illirico (fino a quel momento interamente appartenente all'Occidente), aggregandole all'Impero d'Oriente.
Mentre il nuovo imperatore, Teodosio, era a Tessalonica, egli si preparava a ricostituire un nuovo esercito romano in modo da prendersi la rivincita sui Goti, che intanto avevano occupato una gran parte della Tracia, mentre le guarnigioni delle città e delle fortezze non osavano scontrarsi in campo aperto con il nemico. Avendo constatato dello stato disastrato in cui si trovava l'esercito, Teodosio permise a molti dei Barbari provenienti da oltre Danubio di entrare nell'esercito romano: molti di essi entrarono nelle legioni. L'imperatore, dubitando della fedeltà di questi fuggitivi, così numerosi che eccedevano in numero gli altri soldati, stabilì, per prudenza, di collocare alcuni di loro tra le legioni a difesa dell'Egitto, e richiamò le legioni dell'Egitto nei Balcani. Quando gli Egiziani arrivarono in Macedonia, nessun ordine veniva osservato in campo, né qualsiasi distinzione tra romano e barbaro, venendo entrambi mischiati insieme promiscuamente. Fu permesso ai Barbari di fare ritorno nella propria nazione, e inviare altri al loro posto per servire nelle legioni.
I Barbari, apprendendo lo stato di disordine in cui si trovava l'esercito romano di cui erano stati informati dai fuggitivi, nel 380, penetrarono in Macedonia senza trovare opposizione. Quando ebbero notizia che l'Imperatore stava avanzando per scontrarsi con loro con tutte le sue forze, assaltarono la tenda dell'Imperatore (nei pressi di Tessalonica). Venendo raggiunti dai loro connazionali, trovarono opposizione solo dai Romani, che, essendo in piccolo numero, poterono solo permettere all'Imperatore di fuggire, mentre essi venivano tutti massacrati dal nemico, dopo aver combattuto con vigore ed aver ucciso un grande numero di barbari. I barbari, soddisfatti della vittoria, non provarono a lanciarsi all'inseguimento di coloro che erano fuggiti con l'Imperatore, ed, avendo sotto il loro potere la Macedonia e la Tessaglia, esposte ai loro saccheggi senza alcuna protezione, decisero di lasciare le città non danneggiate, sperando di ricevere tributi da esse.

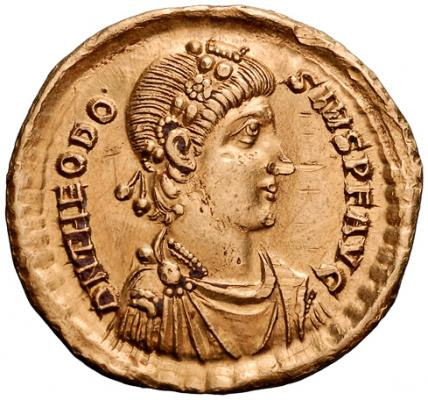
Il nuovo Imperatore d'Oriente, Teodosio I.

L'Imperatore, nel frattempo, rinforzò le fortezze e le città con le guarnigioni, e procedette a Costantinopoli, inviando lettere all'Imperatore d'Occidente Graziano per informarlo della recente disfatta e pregandolo di inviargli rinforzi. Nel frattempo, inviò in Macedonia e Tessaglia, esposte ai saccheggi nemici, degli esattori rapaci che fecero rimpiangere agli abitanti di queste province gli assalti dei barbari. Tale era lo stato della Macedonia e della Tessaglia, quando l'Imperatore entrò con grande fasto a Costantinopoli come se avesse ottenuto un grande trionfo invece che una disfatta.
Zosimo narra che Graziano inviò nei Balcani dei rinforzi sotto il comando dei Franchi Bautone e Arbogaste. Quando i rinforzi dall'Impero d'Occidente giunsero in Macedonia e Tessaglia, i Goti, intenti nei saccheggi, ricevuta la notizia dell'arrivo dei rinforzi romani, decisero prudentemente di ritirarsi in Tracia, che avevano già in precedenza saccheggiato. Nel frattempo l'Imperatore Graziano affidò a Vitaliano il comando delle legioni illiriche, ma questi non ottenne successi di rilievo, e, vista l'impossibilità di scacciare del tutto i Goti dal suolo imperiale, Teodosio fu costretto a negoziare con i Goti rimanenti una nuova pace di compromesso.
Il 3 ottobre 382 fu firmata la pace tra Impero e Goti. Tervingi e Grutungi divennero Foederati dell'Impero, e ottennero terre in Mesia e Scizia Inferiori, e forse anche in Macedonia; fu loro permesso di stabilirsi all'interno dell'Impero, e di mantenere la loro coesione tribale: in cambio i Goti avrebbero dovuto fornire contingenti alleati all'esercito romano. Temistio, retore di Costantinopoli, in un discorso pronunciato nel gennaio 383 al senato bizantino, cercò di raffigurare come "vittoria romana" il trattato di pace (foedus) tra l'Impero e i Goti, nonostante ai Goti fossero state concesse condizioni favorevoli senza precedenti. In tale discorso, Temistio argomentò che Teodosio, mostrando come virtù il perdono, invece di vendicarsi dei Goti sterminandoli in battaglia, decise invece di stringere un'alleanza con essi, ripopolando così la Tracia, devastata dalla guerra, di contadini goti al servizio dell'Impero; Temistio concluse il discorso rammentando come i Galati fossero stati assimilati, con il passare dei secoli, dalla cultura greco-romana ed esprimendo la convinzione che sarebbe accaduto lo stesso con i Goti.

#### Il regno di Teodosio
Durante il regno di Teodosio, l'Imperatore risiedette più volte a Tessalonica, centro più importante della Macedonia, sia per coordinare le campagne militari contro i Goti, durate fino al 382, sia per prendere importanti decisioni di carattere ecclesiastico. Il 27 febbraio del 380 l'Imperatore emanò proprio in quella città l'Editto di Tessalonica, con cui il Cristianesimo veniva proclamato religione ufficiale dell'Impero. Nell'anno successivo il Concilio ecumenico di Costantinopoli decretò la condanna dell'arianesimo. Teodosio prese provvedimenti molto rigorosi contro il paganesimo, perseguitando i pagani e incoraggiando la distruzione dei templi e la loro conversione in Chiese.
Nel 387, la Macedonia ricevette la visita dell'Imperatore d'Occidente Valentiniano II, che sbarcò a Tessalonica: era stato costretto a fuggire dall'Italia a seguito dell'attacco dell'usurpatore gallico Magno Massimo, e implorava l'intervento di Teodosio, per riprendere il potere in Occidente. Teodosio mantenne la promessa e organizzò una spedizione contro l'usurpatore che ebbe successo e riuscì a restituire il trono a Valentiniano. Durante i preparativi per la campagna contro Massimo, i Foederati Goti, corrotti con premi dall'usurpatore, si rivoltarono e cominciarono a devastare la Macedonia, richiedendo l'intervento di Teodosio, che riuscì a vincerli, costringendoli a trovare riparo tra le paludi della Macedonia. I Foederati Goti ritornarono poi all'obbedienza, venendo attestati tra le armate che sconfissero Massimo, contribuendo alla restaurazione di Valentiniano II sul trono d'Occidente.
Nel 390 Tessalonica si rivoltò contro Teodosio, uccidendo un ufficiale imperiale di origini gotiche: l'Imperatore, che temeva una nuova rivolta dei Goti, reagì facendo trucidare nel circo migliaia di cittadini; il vescovo di Milano, Ambrogio condannò il massacro e scomunicò l'Imperatore: Teodosio, pentitosi, fu costretto a seguire per diversi mesi una penitenza impostagli da Ambrogio prima di ottenere il perdono e la revoca della scomunica.
Nel corso del 392 la Macedonia fu di nuovo devastata da una rivolta di Foederati Goti, secondo alcune congetture condotti da Alarico. Teodosio, ritornato a Tessalonica dopo una lunga permanenza in Italia, informato delle devastazioni dei ribelli Goti, condusse una campagna per ricondurli all'obbedienza. Ottenne un primo successo contro i ribelli, ma, a causa della mancanza di disciplina del suo esercito, si trovò in difficoltà di fronte a un contrattacco, e si salvò solo in seguito all'intervento dei rinforzi condotti dal generale Promoto, che riuscirono a reprimere la rivolta e a ricondurre i Goti all'obbedienza. I Foederati Goti servirono successivamente Teodosio nella battaglia del Frigido, contribuendo alla sconfitta dell'usurpatore occidentale Eugenio e del suo generale Arbogaste.

### Età bizantina (395 - VII secolo)

#### Le incursioni di Alarico (395-397)

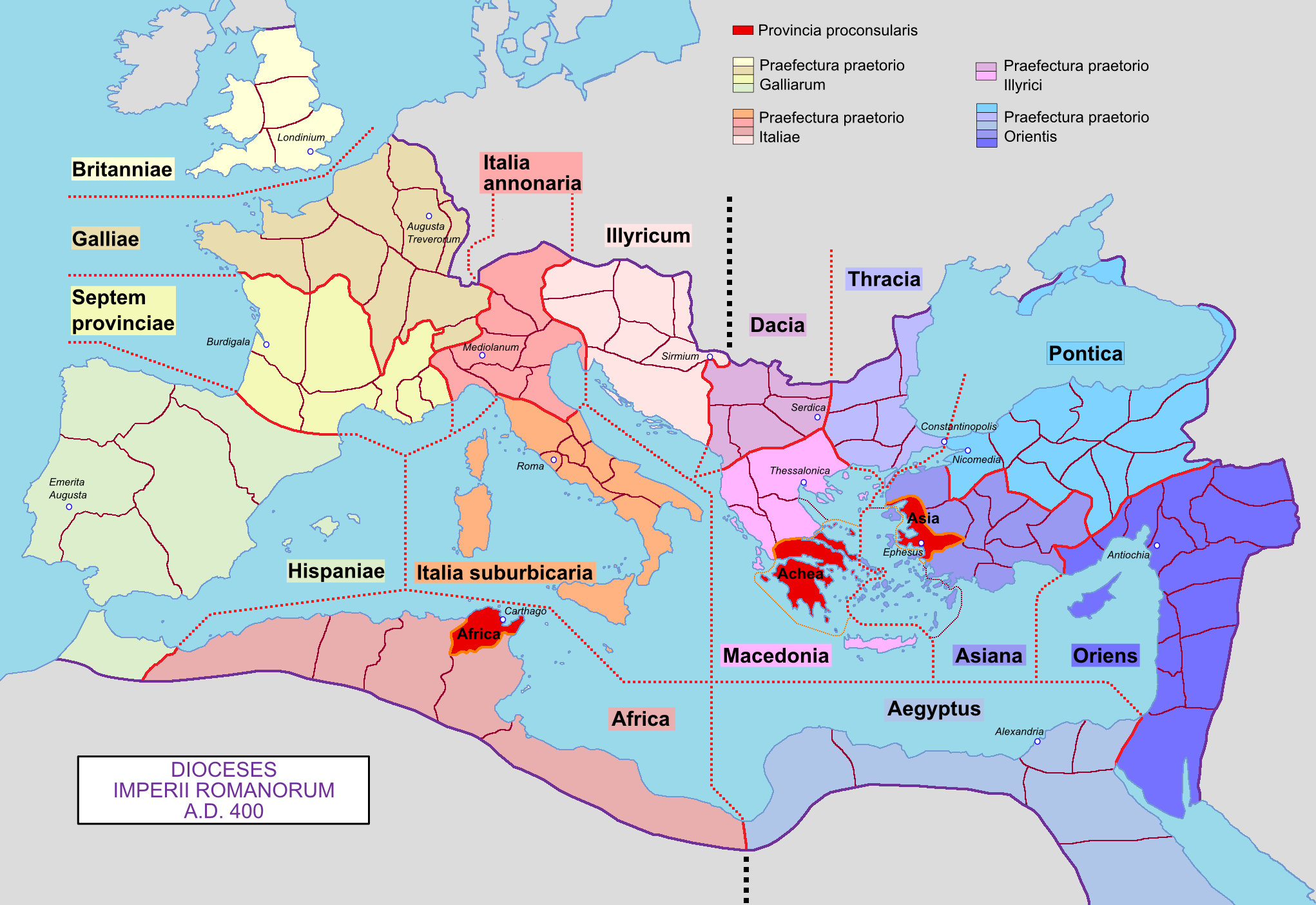
L'Impero romano alla morte di Teodosio I (395), con la relativa divisione amministrativa dell'impero in prefetture e diocesi. La Macedonia (in rosa).

Spentosi Teodosio, i due figli Arcadio e Onorio si spartirono l'Impero: al primo spettò la parte orientale, con capitale Costantinopoli, e al secondo la parte occidentale con capitale Ravenna. In seguito alla definitiva suddivisione dell'Impero romano in due parti, occidentale con capitale Milano e poi Ravenna e orientale con capitale Costantinopoli, le province della diocesi di Macedonia, insieme a quelle facenti parte della diocesi di Dacia, divennero territorio conteso tra le due corti. Esse erano state trasferite alla pars orientis da Graziano nel 379, ma il generale Stilicone, il nuovo reggente dell'Imperatore d'Occidente Onorio, le rivendicava per l'Occidente, sostenendo che queste fossero state le ultime volontà dell'Imperatore Teodosio. Le rivendicazioni di Stilicone, insieme alla sua pretesa di essere stato nominato da Teodosio reggente anche di Arcadio, ingenerarono un conflitto tra le due corti imperiali, che accelerò ulteriormente il processo di separazione tra Occidente e Oriente in due imperi distinti.
Ai litigi tra le due corti, si aggiunse, agli inizi del 395, la rivolta dei foederati Goti, i quali nominato come loro capo unico e re Alarico I, devastarono la Grecia e la Tracia. Secondo Giordane i motivi della rivolta sarebbero da ricercare nel fatto che i figli di Teodosio I e nuovi Imperatori, Arcadio e Onorio, avessero interrotto i sussidi e i doni che inviavano ai loro alleati Goti per i loro servigi. I guerrieri Goti, inoltre, dopo aver subito diverse perdite combattendo al servizio dell'Impero nella battaglia del Frigido, probabilmente temettero che i Romani intendessero indebolirli facendoli combattere in prima linea per loro conto, per poi, una volta che i Goti avessero subito pesanti perdite, attaccarli per sottometterli e togliere loro ogni autonomia all'interno dell'Impero. I Visigoti, volendo quindi mettere al sicuro la loro autonomia all'interno dell'Impero (garantita dallo status di Foederati), decisero di rivoltarsi eleggendo come loro capo e re Alarico I, che secondo Giordane discendeva dalla famiglia dei Balti. Alla notizia che Alarico si stava avvicinando pericolosamente a Costantinopoli, Rufino, vestito da goto, si recò nell'accampamento goto per negoziare con il re goto; in seguito all'incontro, Alarico si allontanò da Costantinopoli, dirigendosi verso la Grecia. Poiché gran parte dell'esercito di campo dell'Impero d'Oriente si trovava in Italia al servizio di Stilicone, e le province dell'Oriente avevano già notevoli difficoltà a contrastare un'incursione degli Unni, Rufino, non avendo a disposizione né truppe sufficienti per contrastare le mire di Stilicone, né per fermare gli Unni, né tanto meno i Goti, decise di utilizzare i Goti per contrastare Stilicone, così da mettere due nemici contro l'altro. Sobillò dunque Alarico ad occupare la Grecia, garantendogli che il proconsole della Grecia, Antioco, e il comandante della guarnigione delle Termopili, Geronzio, non gli avrebbero opposto opposizioni, e anzi lo avrebbero appoggiato. In cambio, secondo alcuni studiosi, i Goti avrebbero dovuto contrastare Stilicone e le sue mire sia di dirigersi a Costantinopoli per prendere il potere diventando reggente anche di Arcadio, sia di sottrarre all'Oriente l'Illirico Orientale unendolo ai domini di Onorio. Poiché una delle motivazioni della rivolta di Alarico era la sua mancata promozione a magister militum, carica promessagli da Teodosio quando il capo visigoto lo aiutò nella campagna contro Eugenio, è possibile che Rufino gli avesse promesso di nominarlo tale nel caso Alarico fosse riuscito a contrastare Stilicone.
Nella primavera del 395, Stilicone, che lasciò l'Italia portando con sé nell'Illirico le truppe occidentali ed orientali a sua disposizione, con il pretesto di liberare i Balcani dai saccheggi di Alarico. Secondo JB Bury e le fonti antiche, un altro motivo politico spinse Stilicone a muoversi in Oriente: nel 379, l'Imperatore d'Occidente Graziano aveva ceduto all'Impero d'Oriente le diocesi di Macedonia e Dacia, e Stilicone pretendeva che l'Impero d'Oriente restituisse quelle due diocesi all'Occidente romano, sostenendo che queste fossero state le ultime volontà di Teodosio. Probabilmente Stilicone intendeva riguadagnare il controllo dell'Illirico orientale perché aveva bisogno di soldati per fronteggiare le minacce esterne e l'Illirico aveva da sempre fornito all'Impero ottimi soldati. A questo punto, secondo Claudiano, il panico colse anche Rufino, quando seppe dell'avvicinarsi di Stilicone, suo nemico politico. Temendo che Stilicone, più che a liberare l'Illirico dai Goti di Alarico, intendesse, invece, marciare a Costantinopoli per deporre Rufino e impossessarsi del controllo anche dell'Impero d'Oriente, si recò da Arcadio e lo convinse a scrivere a Stilicone per indurlo a tornarsene in Italia rimandando in Oriente le truppe dell'esercito d'Oriente che erano nell'esercito di Stilicone. Stilicone, dopo aver letto l'ordine di Arcadio di tornare in Italia, per rispetto dell'ordine dell'Imperatore, ordinò alle truppe orientali che erano nel suo esercito di tornare a servire Arcadio e tornò con il resto del suo esercito in Italia. Le truppe orientali che Stilicone rispedì in Oriente, condotte da Gainas, avevano ricevuto però l'ordine da parte di Stilicone di uccidere al loro arrivo Rufino, e così fecero: indotto Rufino a uscire dalla città per riceverli, lo assaltarono all'improvviso uccidendolo. Al posto di Rufino fu eletto come primo ministro e reggente dell'Imperatore Eutropio, un eunuco di corte.

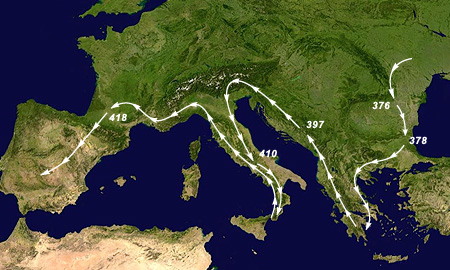
Le migrazioni dei Visigoti di Alarico I, verso la fine del IV secolo.

I Goti di Alarico, nel frattempo, nel corso del 396, occuparono militarmente la Macedonia e la Tessaglia. Una volta avvicinatosi alle Termopili, Zosimo narra che Alarico inviò messaggeri al proconsole Antioco e al governatore della guarnigione delle Termopili Geronzio, per informarli del suo arrivo. Geronzio, accusato da Zosimo di tradimento, essendosi a quanto pare accordato con Alarico, avrebbe ordinato alla guarnigione delle Termopili di far passare Alarico e i suoi Goti, permettendo loro di penetrare in Grecia. Secondo Zosimo, per il tradimento di Rufino, e dei suoi complici Antioco e Geronzio, Alarico poté così devastare l'intera Grecia, compresa la Beozia, saccheggiando la città, massacrando vecchi e bambini, e deportando come prigionieri donne e bambini, insieme ad un ampio bottino di guerra. Solo Tebe fu risparmiata dal saccheggio in parte per la resistenza delle mura, in parte per l'impazienza di Alarico di dirigersi verso Atene, che sperava di conquistare.
Alarico non riuscì a costringere alla resa Atene, e decise invece di inviare messaggeri per negoziare una pace. Essendo stata la proposta di Alarico accettata, Alarico entrò ad Atene con pochi soldati, dove furono trattati con molta ospitalità, e, dopo aver ricevuto alcuni doni, partì, lasciando la città e l'intera Attica indenne da saccheggi e procedendo invece verso Megara, che espugnò al primo tentativo, e poi verso il Peloponneso, senza incontrare resistenza. Zosimo, che parla ancora di tradimenti, narra che Geronzio avrebbe permesso ad Alarico di attraversare l'Istmo, oltre il quale tutte le città, senza fortificazioni perché già protette dall'Istmo, potevano essere espugnate con estrema facilità. A causa del tradimento di Geronzio, Alarico poté così espugnare Corinto e tutte le cittadine nelle sue vicinanze, nonché Argo, Sparta e le città circostanti.
Secondo alcuni studiosi, invece, le devastazioni dei Goti di Alarico sarebbero state accentuate alquanto dalle fonti, Claudiano, Eunapio e Zosimo, perché prevenute nei confronti dei Goti: i rinvenimenti archeologici nelle città della Grecia sembrerebbero smentire un quadro di devastazioni all'epoca di Alarico, e probabilmente le razzie ci furono, ma si limitarono probabilmente alle campagne e ai luoghi di culto pagani; sarebbe stato proprio l'accanimento dei Goti contro i luoghi di culto pagani a spingere Eunapio, già di principio ostile alla politica di imbarbarimento dell'esercito, a descrivere a tinte fosche l'occupazione della Grecia di Alarico. Proprio Zosimo, quando narra che gli ufficiali di Rufino prima e di Eutropio poi non opposero opposizione ad Alarico e anzi lo appoggiarono, sembrerebbe suggerire che Alarico agisse in Grecia con l'appoggio delle autorità imperiali; probabilmente gli era stato affidato l'incarico di opporsi ai tentativi di Stilicone di annettere all'Impero d'Occidente l'Illirico Orientale. Le razzie di Alarico non sarebbero incompatibili con questo ruolo di alleato dell'Impero: nel caso dei mercenari Unni assoldati da Ezio nel periodo 435-439, le fonti denunciano parimenti i saccheggi condotti dai mercenari contro gli stessi cittadini che essi avrebbero dovuto difendere.

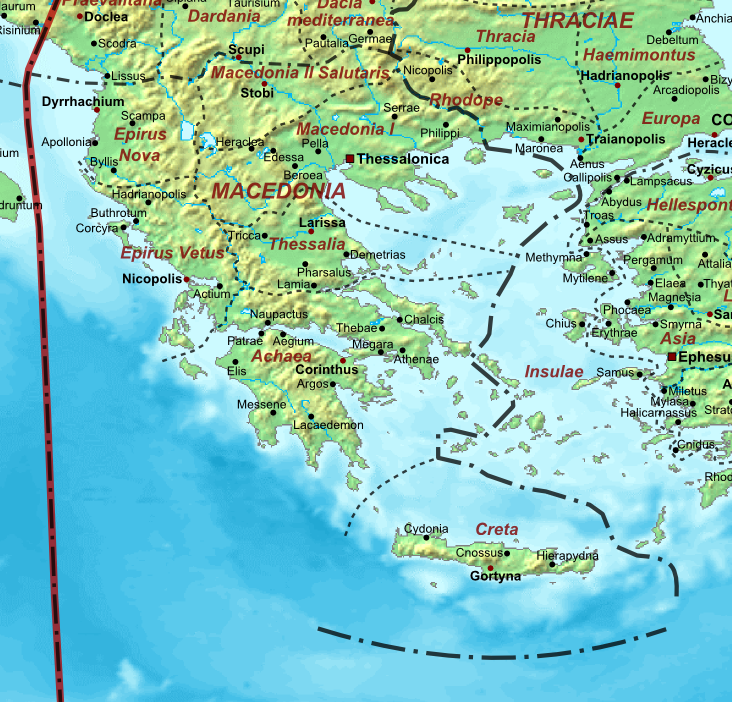
La diocesi di Macedonia verso la fine del IV secolo.

Nel 397 Stilicone sbarcò a Corinto con un'armata per opporsi all'occupazione della Grecia compiuta da Alarico. Circondò l'esercito di Alarico nei pressi di Pholoe, ma esitò ad attaccarlo, e Alarico, trovando una via di fuga non sorvegliata, riuscì a fuggire; come se non bastasse, i soldati indisciplinati di Stilicone cominciarono a saccheggiare le campagne della Grecia, senza che il generale riuscisse a fermarli. Alla fine, Stilicone decise di ritornare in Italia, senza essere riuscito né a fermare Alarico, né a mantenere il controllo dei suoi soldati, che avevano cominciato a saccheggiare la Grecia. L'intromissione di Stilicone negli affari orientali, la notizia dei saccheggi compiuti dai suoi soldati in Grecia, e il timore che il generale intendesse impossessarsene unendola ai domini di Onorio, indusse Eutropio a far dichiarare dal senato bizantino Stilicone nemico pubblico dell'Impero d'Oriente.
Nel frattempo, Alarico si era ritirato in Epiro, e rivendicava la carica di magister militum e un trattato definitivo tra Impero e Goti a condizioni migliori di quello del 382, minacciando nuovi saccheggi nel caso queste condizioni non fossero state accettate. Eutropio negoziò un trattato di pace con Alarico e i Visigoti: i Visigoti ottennero nuove terre da coltivare e Alarico divenne magister militum per Illyricum. Claudiano, panegirista di Stilicone, espresse indignazione per il trattato, scrivendo che, a causa dello stesso trattato, "il devastatore dell'Acaia e dell'Epiro privo di difese [Alarico] è ora signore dell'Illiria; ora entra come amico dentro le mura che un tempo assediava, e amministra la giustizia a quelle stesse mogli che aveva sedotto e i cui bambini aveva assassinato. E questa sarebbe la punizione di un nemico...?"
Successivamente, quando a Costantinopoli si seguì una politica di antigermanizzazione dell'esercito romano-orientale, con conseguentemente epurazione dei soldati barbari dell'esercito, Alarico, compreso di non essere più accettato in Oriente, decise di invadere con tutto il suo popolo l'Italia, in modo da costringere l'Imperatore d'Occidente Onorio a consentire ai Goti di insediarsi come foederati in una provincia dell'Impero d'Occidente.

## Difesa ed esercito

### Legioni romane
Sappiamo di una legio XXVII (forse la XXVII di Cesare trasformata poi in XXVII di Antonio) che si trovava in Macedonia al tempo delle guerre civili. Sembra che le legioni VII, VIII, IX e XI, presero tutte parte alla campagna militare di Gaio Giulio Cesare in Macedonia contro le forze pompeiane, scontrandosi prima a Dyrrhachium e poi a Farsalo. Dalla parte di Pompeo combatterono invece la legio Gemella, la I, la III, la V e la VI Gemella.
Nel 44 a.C., alla morte di Cesare, c'erano 37 legioni romane. Di queste, sei si trovavano in Macedonia: le legioni II Gallica, IV (la futura legio IIII Macedonica), Martia e XXXV. Poco dopo Marco Antonio ottenne per sé la provincia di Macedonia e le legioni che Cesare vi aveva ammassato per la spedizione contro i Parti, mentre per un suo valido collaboratore, Publio Cornelio Dolabella, la provincia di Siria e le sue armate. Con la lex Titia del 27 novembre del 43 a.C., nasceva il secondo triumvirato, in seguito alla quale furono messe in campo ben 43 legioni per combattere i cesaricidi, come accadde nel 42 a.C. con la battaglia di Filippi.
Verso l'inizio del principato di Augusto, sembra che la legio X Fretensis fosse distaccata nei pressi di Amphipolis (Anfipoli). Tra l'1 ed il 6, in seguito alle operazioni di Tiberio nell'area illirica e dei suoi successori, veniva costituito il distretto militare di Mesia e Macedonia, presidiato da un paio di legioni (la legio IV Scythica a Scupi e la legio V Macedonica a Naissus), mentre la Tracia continuava a costituire un regno indipendente, cliente e quindi alleato del popolo romano. La V Macedonica rimase insediata nella provincia macedonica dal 30 a.C. al 6 d.C. circa, quando fu inviata nella fortezza legionaria di Oescus, della neo-provincia di Mesia.
Durante la rivolta dalmato-pannonica del 6-9 in Macedonia-Moesia, vi erano sotto il comando del legatus Augusti pro praetore Aulo Cecina Severo, tre legioni romane (VII Claudia, VIII Augusta e XI Claudia).
La Notitia Dignitatum elenca tra le truppe del comitatus del magister militum per Orientem una legio II Flavia Constantia Thebaeorum: questa unità era stata certamente ottenuta distaccando alcune truppe dalla legio II Flavia Constantia negli anni compresi tra il 325 ed il 350. La creazione della nuova unità potrebbe essere ricondotta all'imperatore Teodosio I e alla sua politica di inserire alcune popolazioni barbare all'interno dell'organico dell'esercito romano: le truppe barbare sarebbero state mischiate ad altre prelevate dalla legione egiziana, e inviate a presidiare la Macedonia, ponendo il proprio comando a Tessalonica.
Durante il regno dell'imperatore Teodosio I (378-395), fu deciso di inviare un distaccamento della legio III Diocletiana in Macedonia, per formare la III Diocletiana Thebaeorum a disposizione del magister militum per Thracias.

### AuxiliaeClassis
Sappiamo che nel 120, al tempo dell'imperatore romano Adriano, vi era un'unità ausiliaria a difesa della provincia di Macedonia: si trattava della cohors I Flavia Bessorum. La Cohors I Hispanorum veterana equitata la troviamo posizionata in Mesia inferiore nel 99. Questa coorte era molto probabilmente dislocata prima di questa data in Macedonia a Stobi. È possibile sia da identificarsi con la stessa I Hispanorum veterana che col diploma del 129 risulta posizionata in Dacia inferiore.
In un periodo compreso tra il 317 ed il 324, Costantino I potenziò le flotte sull'Egeo, rafforzando i porti marittimi di Pireo e Tessalonica, con la costruzione di nuovi arsenali e cantieri navali, oltre a migliorare l'armamento delle squadre navali.

### Fortezze, forti e fortini lungo illimesmacedonico
- ad Anfipoli, nella latina Amphipolis, durante il principato di Augusto.[169][170]

## Geografia politica ed economica
In Macedonia poche furono le città libere: Tessalonica (metropoli della Macedonia), Anfipoli, Abdera ed Eno, oltre alle isole di Taso e di Samotracia e alle città di Apollonia e Epidamno (oggi Durazzo) in Illiria, mentre moltissime mantennero tale condizione in Grecia, oltre alle alleate Atene, Rodi e forse la Lega etolica e oltre a Sparta, che come le precedenti ebbe alcune altre città sotto il proprio dominio.
Tutte le altre città della Macedonia e quelle che avevano fatto parte della Lega achea in Grecia furono soggette a tributo come civitates stipendiariae. Tutte le città conservarono tuttavia le proprie autonomie interne, come già era accaduto nei confronti del sovrano all'interno del regno macedone, ma persero il diritto di battere moneta, che rimase invece ad alcune città libere della Grecia. Roma appoggiò inoltre ovunque i regimi oligarchici. Probabilmente i terreni di proprietà regia in Macedonia vennero incorporati nell'ager publicus, di cui entrò a far parte anche il territorio di Corinto, mentre i territori cittadini rimanevano in possesso delle diverse città.

### Maggiori centri provinciali
Abdera
La città venne saccheggiata dalle legioni romane nell'anno 170 a.C. e nel 148 a.C. venne dichiarata città libera. Il periodo di prosperità ebbe termine: situata nell'asse di comunicazione est–ovest (Via Egnazia), ebbe a soffrire, d'altra parte, la formazione di pantani a causa della crescita incessante del fiume Nestos. Allo stesso tempo, la baia, intorno alla quale si sviluppò inizialmente la città, venne ad insabbiarsi, e verso la metà del IV secolo, gli abitanti di Abdera dovettero spostare il porto verso sud e ricostruire una cinta muraria intorno alle nuove darsene portuarie. Questa seconda città è quella che è stata meglio portata alla luce. L'unico edificio pubblico importante conosciuto, oltre alla cinta muraria, è il teatro, molto mal conservato. Sotto il regno dell'imperatore Costantino I (307–337), la città, già molto indebolita, subì un cataclisma che la distrusse totalmente, per cui durante i cinque secoli successivi non se ne fa più menzione nelle fonti.

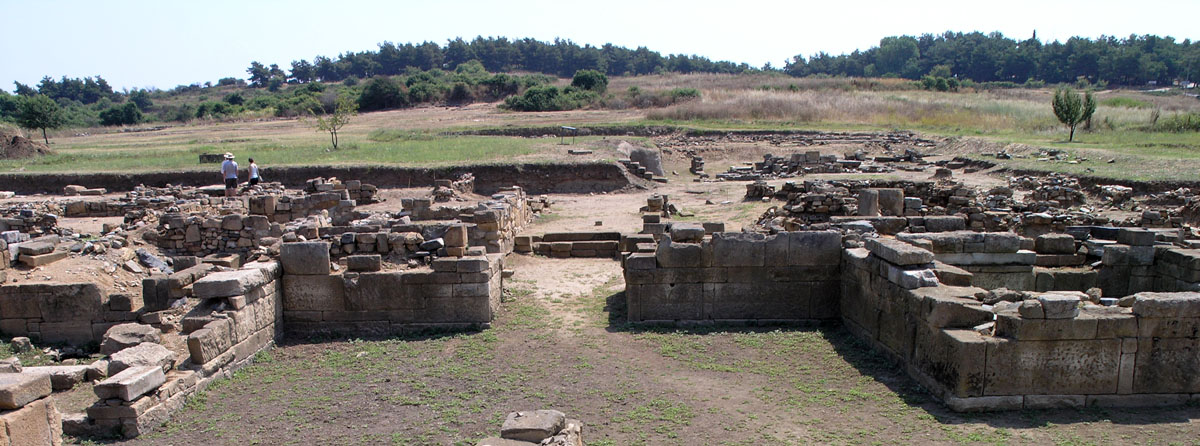
Porta occidentale della seconda cinta di mura (sud) della città.
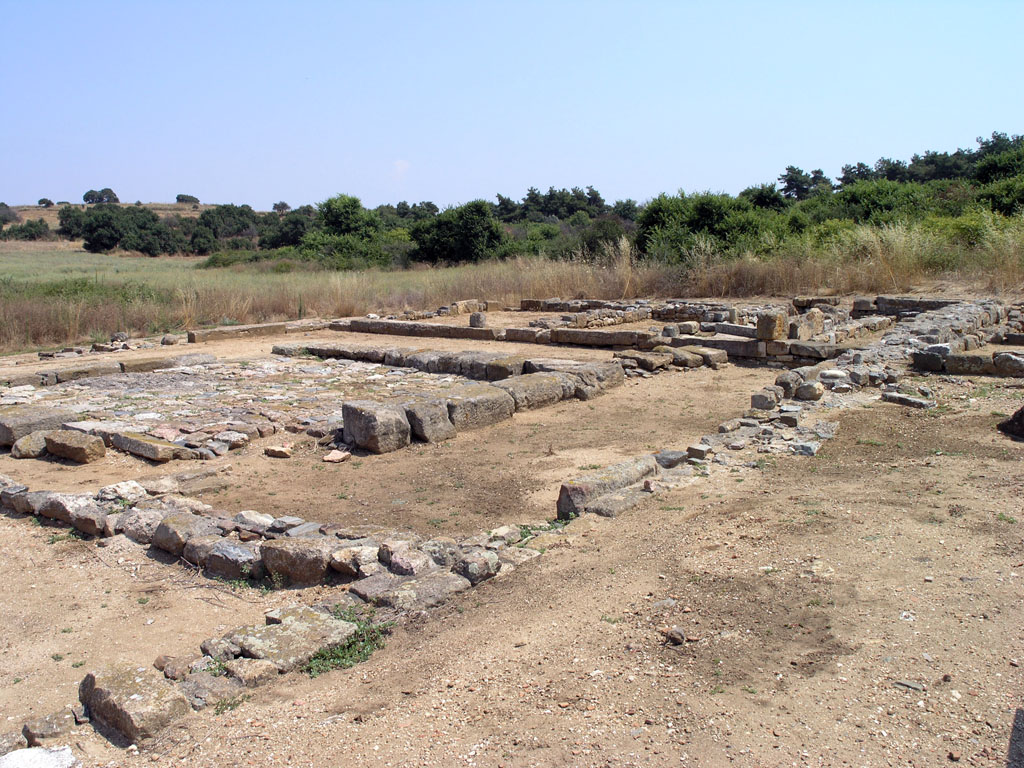
Residenza nobiliare di epoca ellenistica e romana, con cortile centrale pavimentato.
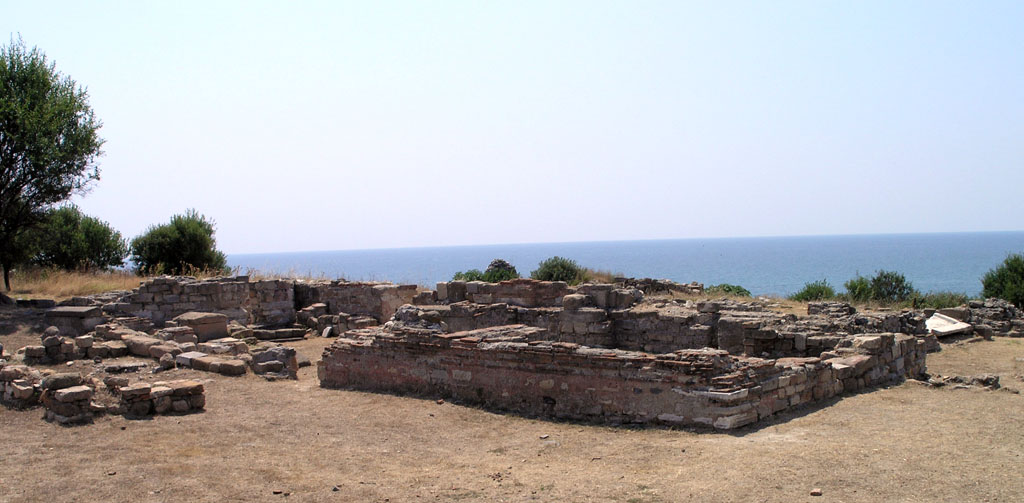
Principale basilica cristiana dell'acropoli di Abdera/Polystylon.

Anphipolis
Anphipolis (Anfipoli) divenne capitale di uno dei quattro distretti in cui fu divisa la Macedonia, dopo la battaglia di Pidna (168 a.C.), vinta da Lucio Emilio Paolo. Nell'82 a.C. venne presa da Mitridate VI del Ponto, in appoggio a Lucio Cornelio Silla. Gneo Pompeo Magno vi cercò rifugio dopo la sconfitta subita nei pressi di Farsàlo nel 48 a.C.. Dopo la battaglia di Filippi del 42 a.C., ebbe lo statuto di civitas libera, ed emise monete che commemoravano l'evento. Nel 31 a.C. fu base per la flotta di Marco Antonio prima della sua sconfitta ad Azio. Crebbe di prosperità in epoca augustea e venne visitata da Paolo di Tarso nel 50 d.C. La prosperità della città nel corso dei primi tre secoli dell'impero romano è attestata da una ricca emissione di monete.

Mappa ricostruttiva di Anphipolis.
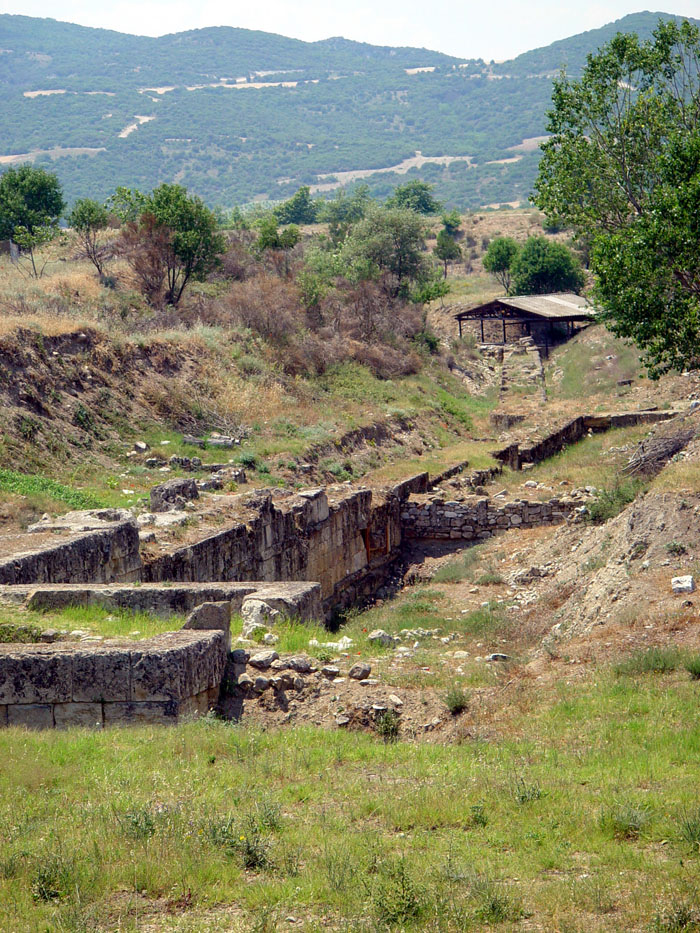
Fortificazioni di Anphipolis.

Apollonia
Fu occupata nel 168 a.C. dal re degli Illiri Genzio, sconfitto poco dopo dai Romani insieme all'alleato macedone Perseo, re di Macedonia. Nel 148 a.C. Apollonia divenne parte della provincia romana di Macedonia, più tardi incorporata nella provincia romana dell'Epiro. Durante la guerra civile tra Pompeo Magno e Cesare aiutò il secondo, ma si consegnò a Marco Giunio Bruto nel 48 a.C. Il primo imperatore romano Augusto compì alcuni studi in Apollonia nel 44 a.C. con il maestro Atenodoro di Tarso, e qui ricevette la notizia che il patrigno, Cesare, era stato assassinato. Apollonia fiorì sotto l'impero romano come ci racconta lo stesso Marco Tullio Cicerone nelle sue Filippiche, definita magna urbs et gravis, vale a dire grande ed importante città. Il suo declino cominciò nel III secolo, quando un terremoto cambiò il corso del fiume Aóos, causando al porto problemi di navigabilità e nelle zone circostanti casi di malaria. Il Cristianesimo cominciò ad essere presente nella città fin dai primordi, e l'arcivescovo di Apollonia fu presente al Concilio di Efeso del 431 ed a quello di Calcedonia del 451. Comunque la città cominciò a svuotarsi in questo periodo per il continuo e progressivo sviluppo della vicina città di Valona, divenuta ora più importante.

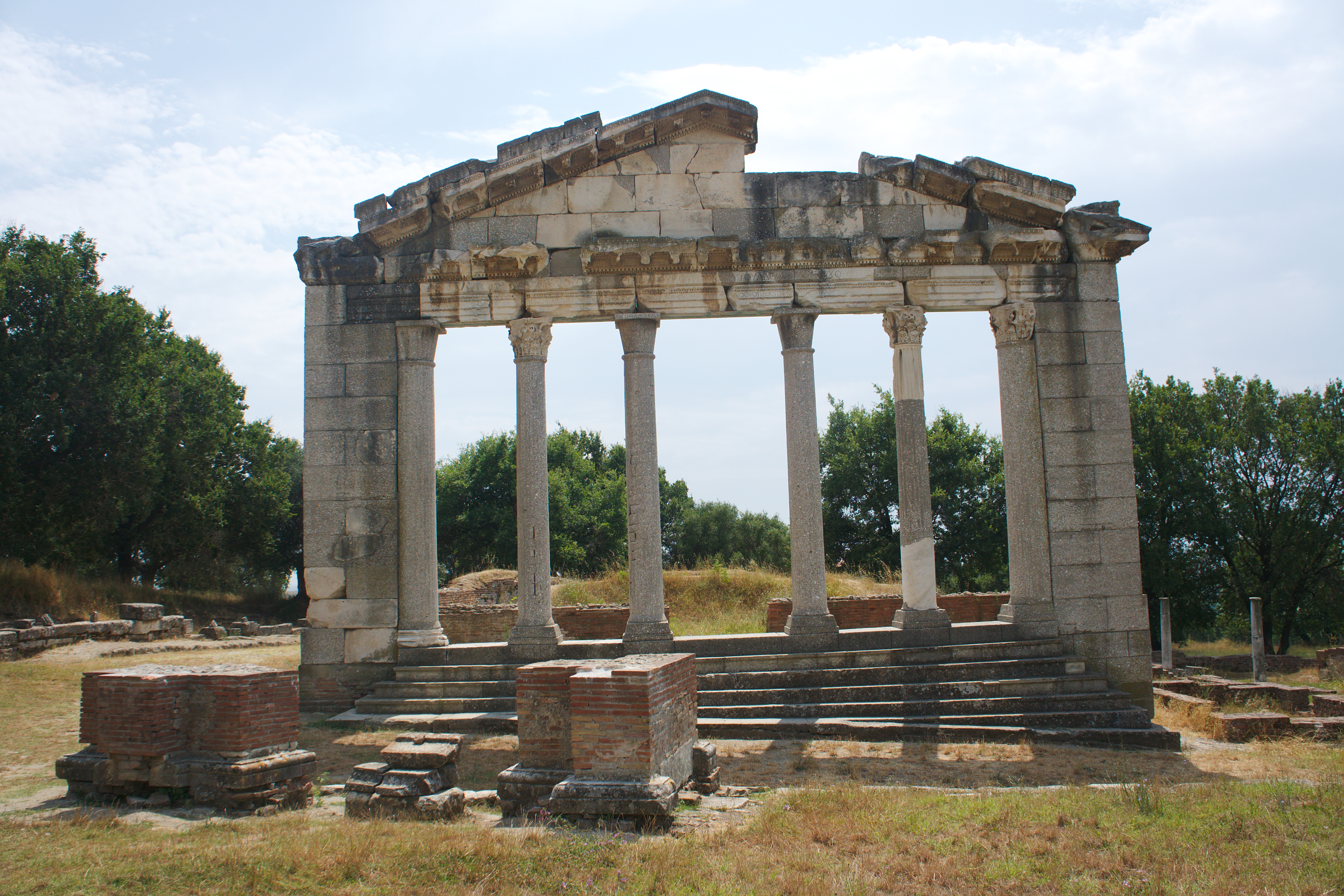
L'acropoli.
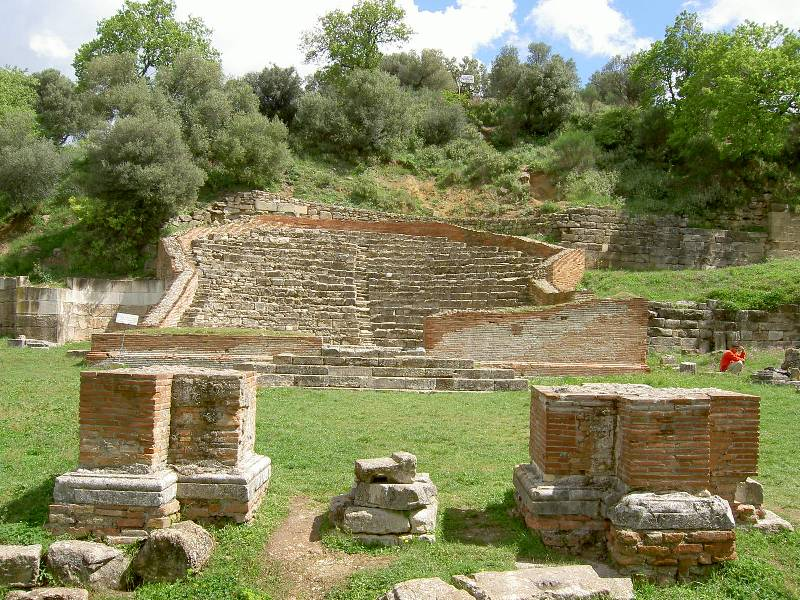
L'Odéon di Apollonia.

Berea
Le sue origini sono incerte. I primi abitanti, probabilmente appartenenti a tribù frigie, furono cacciati dai Macedoni intorno al VII secolo a.C.. La città situata alle falde del Monte Vermion si trova a 65 km a sud-ovest di Tessalonica a circa 40 km dal mar Egeo. L'Olimpo, il monte che nella mitologia era la sede del pantheon ellenico, si trova a sud. La prima menzione della città si ha in un passaggio dello storico greco Tucidide, che riferisce di un fallito tentativo di assedio da parte degli Ateniesi nel 432 a.C.. La città ricevette probabilmente un impianto urbanistico regolare di tipo ippodameo durante il regno di Cassandro e dovette svilupparsi ulteriormente sotto gli Antigonidi. Nel 288 a.C. fu assediata e riconquistata da Demetrio Poliorcete dopo essere stata presa da Pirro. In epoca ellenistica la città era governata da magistrati chiamati "politarchi", e gli abitanti erano suddivisi in "tribù". Dopo la battaglia di Pidna del 168 a.C. dopo la sconfitta dell'ultimo sovrano macedone Perseo, il regno di Macedonia fu conquistato dai Romani e la città appartenne dal 148 a.C. alla provincia di Macedonia. Subì la presenza delle armate di Pompeo subito prima della battaglia di Farsalo del 48 a.C. e intorno all'anno 50 fu visitata da san Paolo e Sila nel suo secondo viaggio missionario (At17,10). A Berea l'apostolo Paolo trovò un folto gruppo di giudei tanto che dopo aver predicato nella loro sinagoga ebraica presente in città 'molti divennero credenti insieme a persone di nazionalità greca (At17,12). Fu a capo del koinon (associazione provinciale) di Macedonia, ospitandone il sinedrio e organizzava giochi e celebrazioni in onore degli imperatori, con competizioni sportive o letterarie ed era sede del culto imperiale. Nel 56 ottenne il titolo onorifico di "metropoli". Nel III secolo al culto imperiale del koinon macedone fu collegato al culto di Alessandro Magno. I premi per i vincitori dei giochi erano costituiti da medaglioni d'oro con raffigurati episodi della vita di Alessandro. Con la riforma dioclezianea, la città appartenne alla provincia di Macedonia nella diocesi di Mesia. Nel 473 fu forse brevemente occupata dagli Ostrogoti.

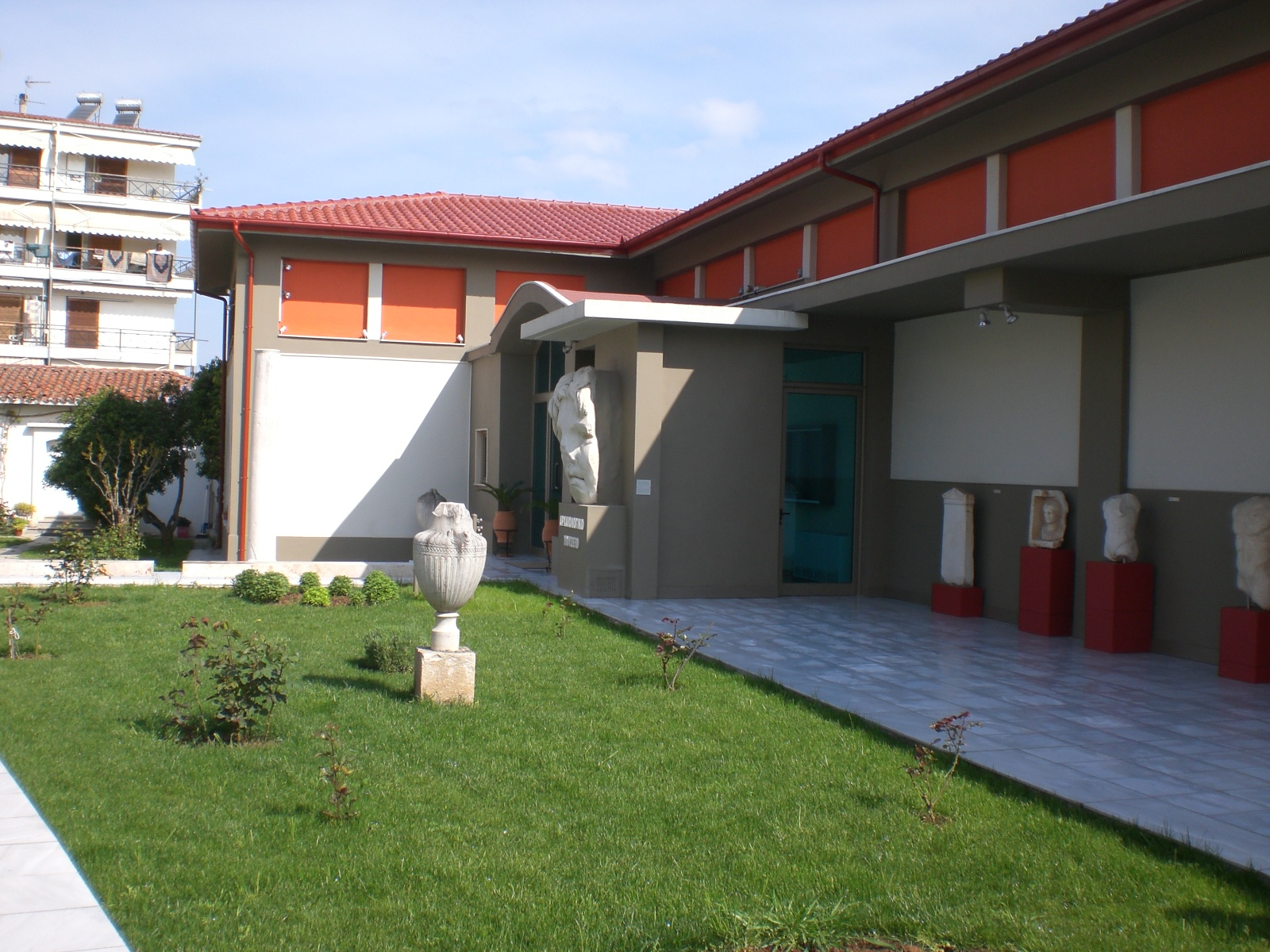
Museo archeologico dell'antica Berrhoea

Dyrrhachium
Eno
Filippi
Fu conquistata dai Romani nel 168 a.C.. 
Nell'ottobre del 42 a.C. fu teatro della famosa battaglia di Filippi, decisiva tra le truppe di Ottaviano e Antonio contro quelle degli uccisori di Giulio Cesare, Bruto e Cassio, che furono sconfitti; Ottaviano, divenuto successivamente Augusto la eresse al rango di colonia.

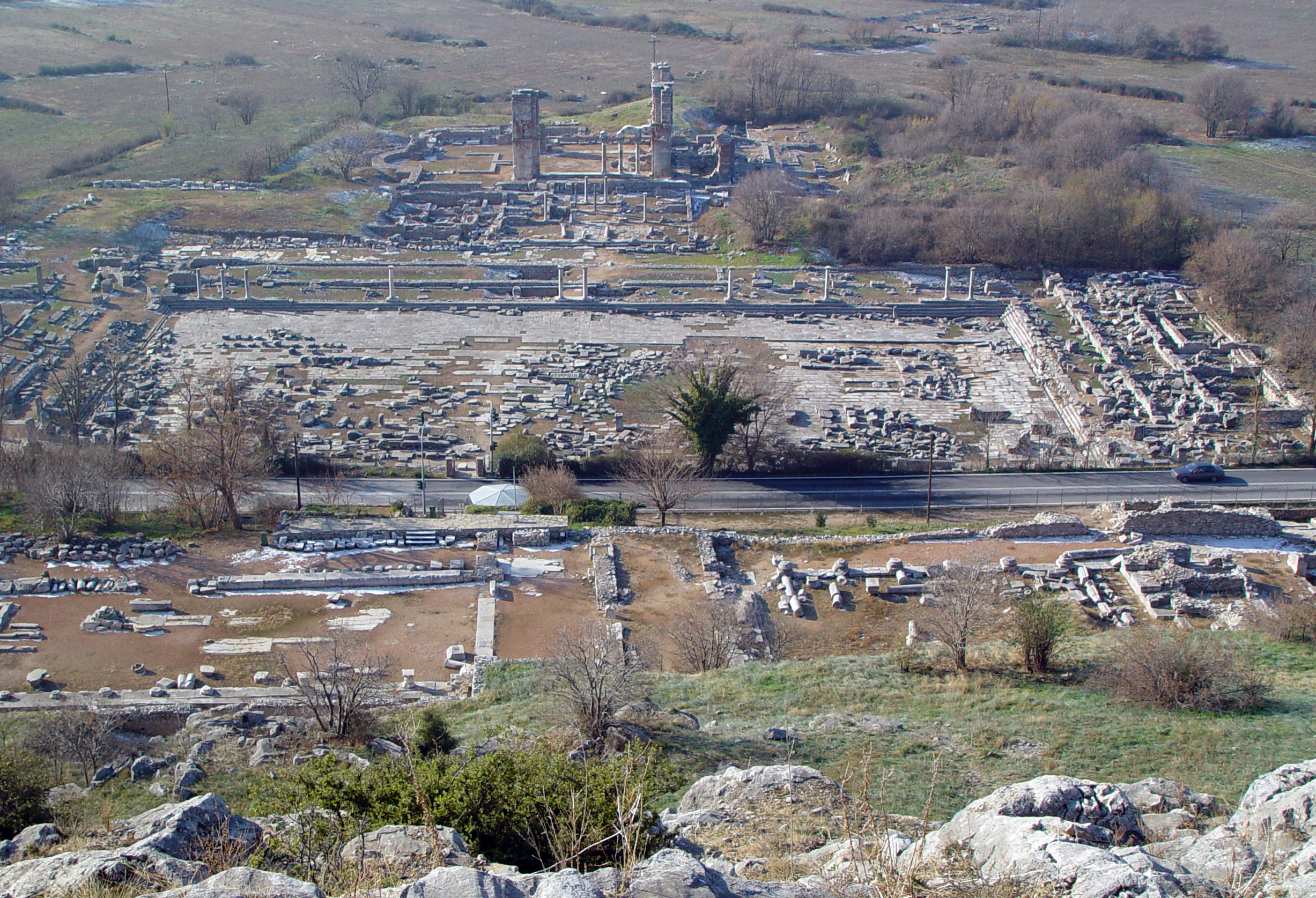
Rovine della città di Filippi.

Lissos (oggi Alessio)
Il primo abitato è da datare attorno all'VIII secolo a.C.. Attorno al 385 a.C., venne fondata una colonia greca da parte di Dionisio I di Siracusa con il nome di Lissos (Λισσός), come facente parte della strategia di Dionisio di mettere al sicuro le vie commerciali adriatiche dei Siracusani. Diodoro Siculo la definisce una polis. La città venne separate in settori dal diateichisma (διατείχισμα, "oltre le mura") dove rimangono elementi dell'architettura siracusana in parte delle sue mura. In un periodo successivo venne conquistata delle popolazioni illiriche. Nel 211 a.C., Filippo V di Macedonia occupò la cittadella di Akrolissos, e anche Lissos decise di arrendersi a lui. La città venne nuovamente conquistata dagli Illiri. Fu in Lissos che Perseo di Macedonia negoziò un'alleanza contro Roma con il re degli Illiri, Genzio, e fu sempre da Lissos che Genzio organizzò la sua armata contro i Romani. Lissos mantenne una grande autonomia sia sotto il dominio macedone, sia sotto quello degli Illiri, come sembra dimostrare la ricca monetazione della città del periodo. La città fi inoltre importante durante la guerra civile romana, essendo stata assediata e catturata da Marco Antonio e poi restando fedele a Gaio Giulio Cesare. Durante il periodo romano, la città entrò a far parte della provincia di Macedonia, e più tardi dell'Epirus Nova, con il nome latinizzato di Lissus.
Lychnidos
Pella
Nel 168 a.C., dopo la sconfitta dei Macedoni a opera dei Romani a Pidna, la città fu saccheggiata e fu privata della maggior parte dei suoi tesori, accumulati grazie alle grandi imprese di Alessandro e Filippo II. Dopo questo episodio, ci fu una graduale decadenza della città, che ritornò man mano ad essere un grande villaggio costituito per di più da baracche, ritrovo di mercanti e di predoni. Fu inoltre distrutta da un terremoto e nel 180 Luciano di Samosata la descrisse come una città «insignificante, con pochissimi abitanti».

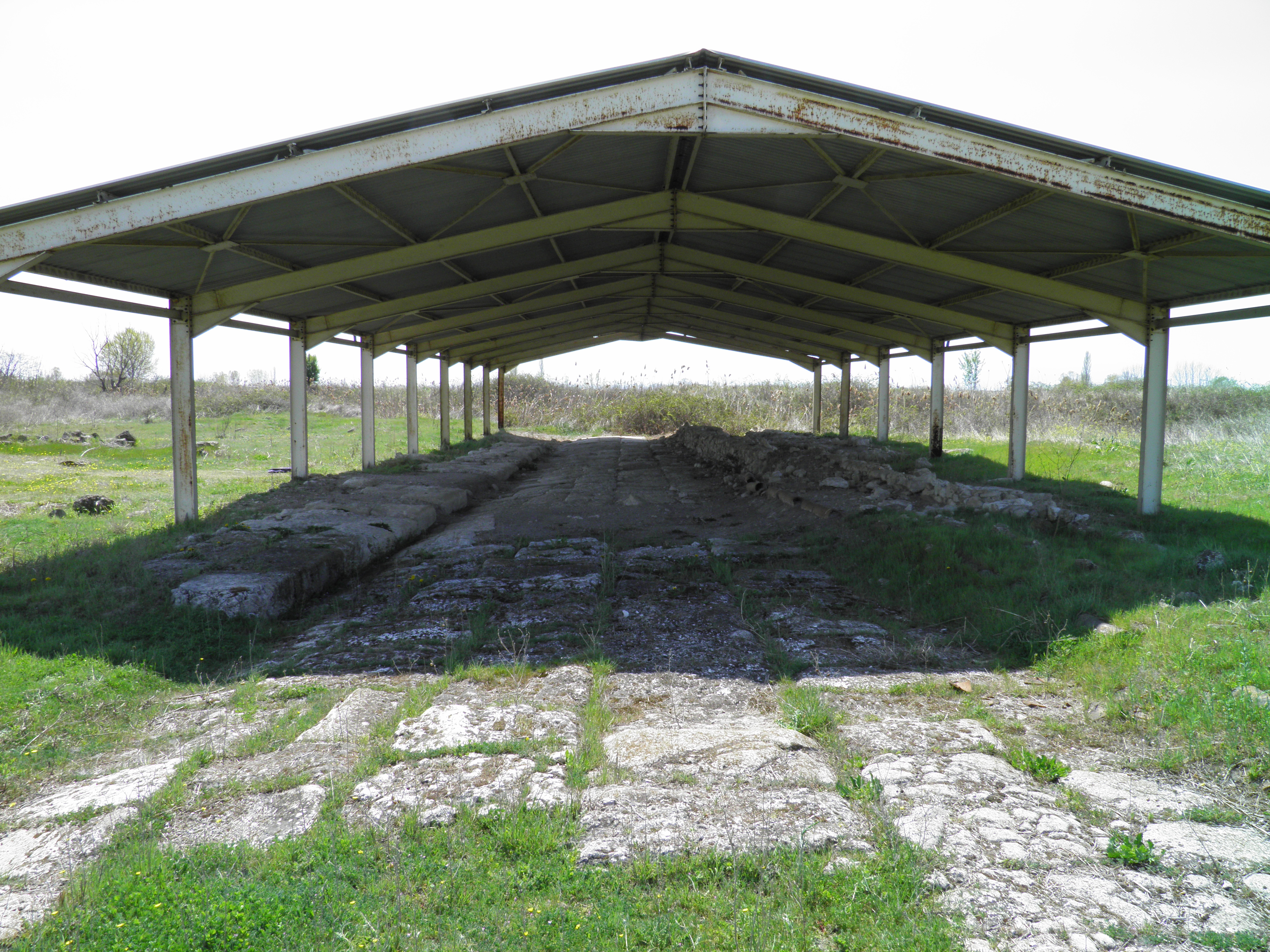
Tratto della Via Egnatia presso Pella.

Pidna
Della città antica non restano tracce. Durante l'avanzata romana fu teatro di due battaglie decisive, quelle del 168 a.C. e del 148 a.C..

La battaglia di Pidna che concluse a favore di Roma le sorti della terza guerra macedonica.

Stobi
La città viene menzionata per la prima volta da Livio nel 197 e con Augusto conosce un periodo di grande incremento demografico. I cittadini di Stobi godettero addirittura dello ius Italicum e la città fu a capitale della provincia romana Macedonia Salutaris, l'imperatore Teodosio I si stabilì addirittura a Stobi nel 388.
Lo sviluppo della città fu però stroncato nel V secolo da due eventi: il saccheggio da parte degli Ostrogoti di Teodorico nel 479 ed il terremoto del 518. Le invasioni degli Avari nel VI secolo contribuirono a far decadere definitivamente l'economia e lo sviluppo della città.

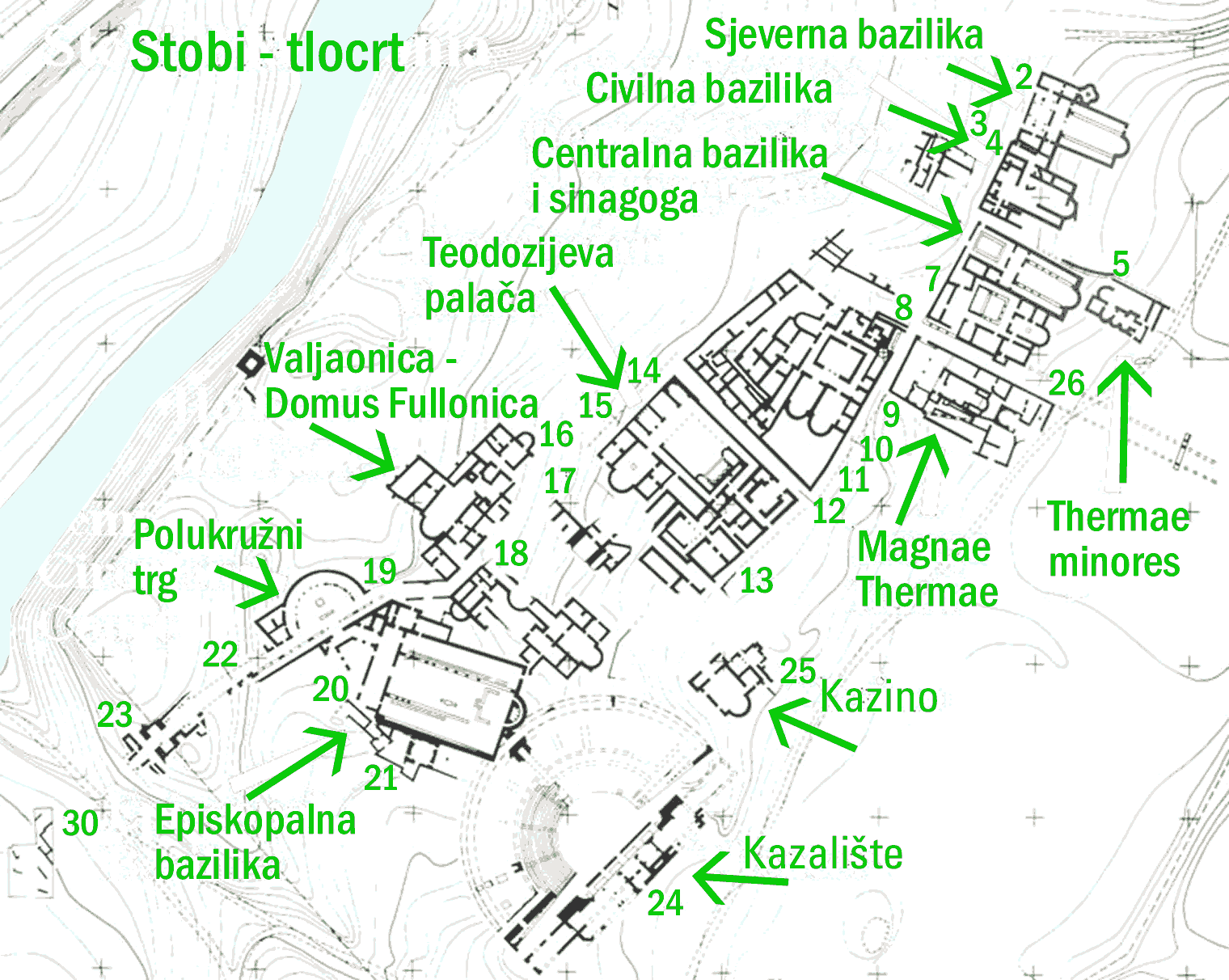
Mappa degli scavi del sito romano di Stobi.

Tessalonica
Tessalonica fu sede di un importante porto militare fin dall'epoca macedone, disponendo anche di un arsenale. La città, che era divenuta capitale di uno dei quattro distretti di Macedonia dal 168/167 a.C., a partire dal 146 a.C., al termine della quarta ed ultima fase della guerra con la Macedonia, divenne provincia romana, affidata ad un pretore. Nella nuova provincia romana, Tessalonica fu soggetta a tributo (civitas Tributaria), divenendo molto probabilmente la sede delle autorità romane provinciali. Il cambiamento di status politico fu simboleggiata con l'adozione di un nuovo sistema di datazione, secondo il quale si ripartiva dall'inizio dell'epoca provinciale della Macedonia, che cominciava nel 148 a.C. e rimase in vigore fino alla riforma tetrarchica di Diocleziano della fine del III secolo. La città continuò a svilupparsi sotto la dominazione romana, grazie anche alla costruzione della via Egnatia, arteria stradale di fondamentale importanza per l'area balcanica, che collegava Dyrrachium sul mare Adriatico con Byzantium sul mar Nero. Ebbe una sua importanza strategica a partire dal periodo tetrarchico, quando Galerio, Cesare d'Oriente, la utilizzò come una delle sue capitali imperiali (298-299) oltre a Sirmium, presso il Danubio. Morto Galerio nel 311, Tessalonica tornò ad essere residenza imperiale negli anni tra il 317 ed il 323, quando Licinio dovette cedere a Costantino I l'Illirico.

Sviluppo di Tessalonica e del suo porto, a partire dal periodo tetrarchico.
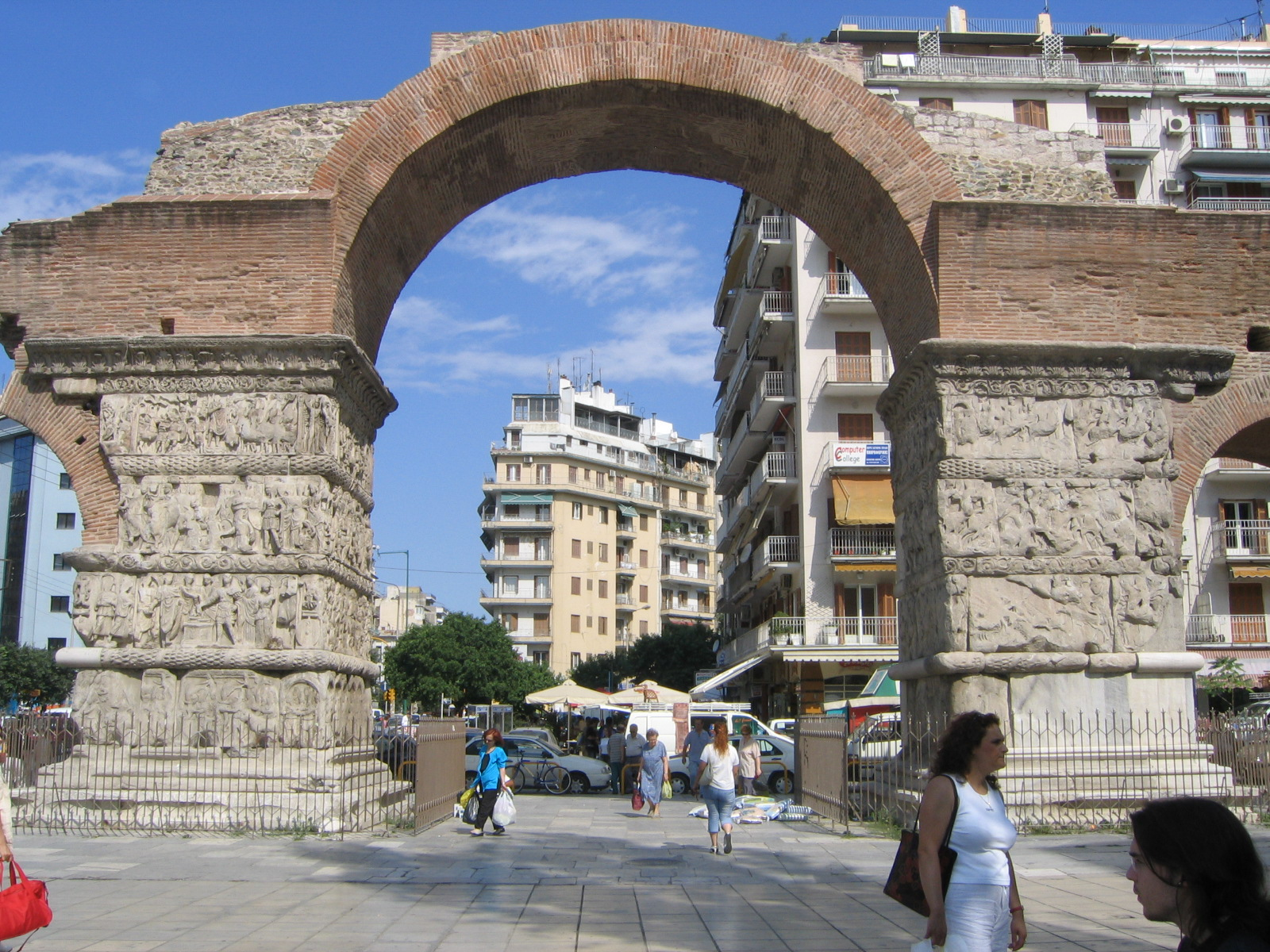
L'Arco di Galerio della fine del III secolo.
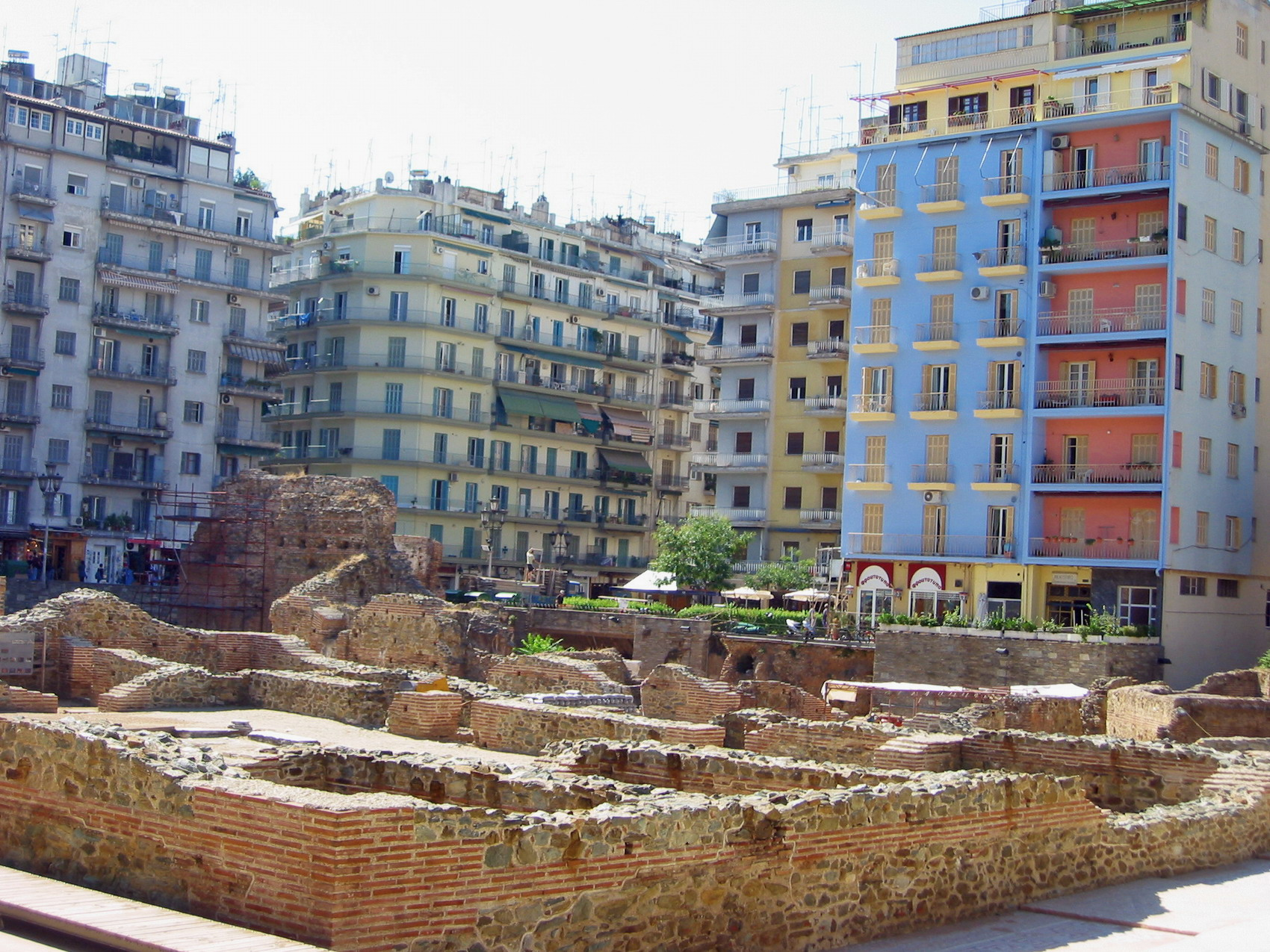
Palazzo imperiale romano di Tessalonica.

### Risorse economiche provinciali
La provincia era ricca di miniere di ferro. La crisi del III secolo dell'Impero romano e la sua militarizzazione provocarono un primo decentramento e moltiplicarono le zecche vicine alle zone ad alta concentrazione di militari, zone in cui la richiesta di monete era elevata.
La riforma monetaria di Diocleziano iniziata dal 294 vide una seconda ondata di creazione di zecche, che erano distribuite nelle diverse province, ad eccezione della Hispania: Londra, Cartagine, Aquileia, Tessalonica, Nicomedia e Alessandria. Infine le successive capitali imperiali della tetrarchia favorirono l'apertura di qualche zecca supplementare.
Le invasioni del V secolo posero fine all'attività delle zecche occidentali e della zona danubiana.
| Zecca                   | Provincia | Periodo di attività                      | Segno di zecca                        |
| ----------------------- | --------- | ---------------------------------------- | ------------------------------------- |
| Tessalonica (Salonicco) | Macedonia | dal 302 (o poco prima) fino al VI secolo | SMTS, TS, TES, TESOB, THS, THSOB, TSA |

### Principali vie di comunicazione
Poco dopo l'istituzione della provincia venne sistemata la via Egnazia, che da Apollonia ed Epidamno, sulla costa adriatica, raggiungeva Pella e quindi Tessalonica. Costruita tra il 146 ed il 120 a.C. su iniziativa della proconsole di Macedonia, Gneo Egnazio, fu realizzata in parte sul precedente tracciato della "Via Reale" macedone e che passava appena ad ovest delle mura della città di Tessalonica. Questa via non solo costituì un primo tratto di limes nei Balcani, ma contribuì allo sviluppo dei commerci in città, beneficiandone anche l'adiacente porto che si trovava così lungo l'asse principale che collegava il Danubio con l'Egeo. A Tessalonica, centro principale della nuova provincia, si stabilì una comunità cosmopolita di mercanti, composta da ebrei, Italici e Romani, i cosiddetti negotiatores, che si fuse facilmente nella popolazione locale, ellenizzandosi, a giudicare dalla scarsità di iscrizioni latine.

### Arte e architettura provinciale

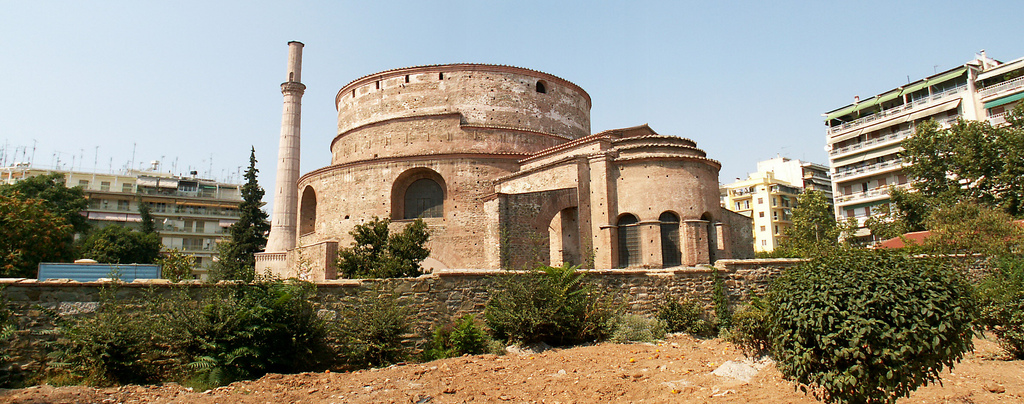
La tomba di Galerio, poi divenuto chiesa cristiana, a Salonicco

Le città scelte dagli imperatori tetrarchi furono abbellite di importanti monumenti, anche in una sorta di gara tra i vari imperatori. A Tessalonica, la città che fu residenza di Galerio fino alla sua morte nel 311, questo imperatore fece erigere il palazzo, il circo, un arco di trionfo e il mausoleo; la via colonnata collegava il palazzo con l'arco. Tra i monumenti più notevoli che ci sono pervenuti da questo periodo spicca l'arco di Salonicco (o Arco di Galerio), databile tra il 294 e il 303 e celebrante le campagne vittoriose in Persia, Mesopotamia e Armenia. Le scene dei rilievi sono popolate da figure a rilievo molto alto e fortemente plastiche, mentre le decorazioni architettoniche sono più schiacciate, aderenti all'architettura; la cornice di grandi foglie di acanto rivolte all'insù infine anticipa il gusto bizantino per le forme semplificate, isolate e nette.
Altro monumento rilevante di questo periodo è la tomba di Galerio. L'edificio appartiene ad un nucleo che comprende il palazzo e l'ippodromo, come riscontrato ad esempio a Spalato, Costantinopoli e Nicomedia. Non fu mai utilizzato: il corpo di Galerio infatti, ormai già decomposto a causa di una gangrena che lo portò alla morte, fu interrato in Dacia. Come nel caso della colonna di Traiano, che accoglieva nel basamento le ceneri di Traiano, la tomba imperiale fu collocata eccezionalmente all'interno delle mura cittadine.
Il circus fu invece costruito un decennio più tardi, a partire dal 308/309, completato da Costantino I, attorno al 322. Era collegato alla vicina residenza imperiale, presso la quale Galerio risiedette, iniziando la sua costruzione a partire dal 299, prima come Cesare, poi come Augusto (dal 308/309) fino al 311 quando qui morì. Il quartiere-palatium era posizionato ai margini della città, nella sua parte orientale presso le mura e collegato al circo, secondo l'uso tetrarchico.
Verso la fine del IV secolo, Tessalonica fu residenza di Teodosio I, al quale si deve la trasformazione della cosiddetta rotonda nella chiesa di San Giorgio.